# Jung-le
Císař Jung-le (čínsky pchin-jinem Yǒnglè, znaky zjednodušené 永乐, tradiční 永樂; 2. května 1360 Jing-tchien (dnes Nanking) – 12. srpna 1424 Jü-mu-čchuan (severně od Dolonu)) vlastním jménem Ču Ti (čínsky pchin-jinem Zhū Dì, znaky 朱棣) vládl v letech 1402–1424 Číně jako třetí císař říše Ming. Byl čtvrtý syn Chung-wua, zakladatele a prvního císaře dynastie Ming.
Od roku 1370 nosil titul kníže z Jen, od roku 1380 sídlil v Pekingu a strážil severovýchodní pohraničí. V 80. a 90. letech 14. století vynikl v bojích s Mongoly a projevil se jako talentovaný vojevůdce, populární mezi vojáky, a úspěšný státník.
Roku 1399 se vzbouřil proti svému synovci, novému císaři Ťien-wenovi. V občanské válce, kterou nazval kampaň ťing-nan, kampaň za uklidnění nepořádků, po třech letech urputných bojů zvítězil a roku 1402 se prohlásil za císaře. Po převzetí vlády s novým rokem vyhlásil éru „Věčného štěstí“, Jung-le. Název éry je používán i jako jméno císaře.
Jeho vláda je občas vnímána jako „druhé založení“ mingské dynastie, jelikož ostře změnil politický kurs svého otce. Po nástupu na trůn se musel vypořádat s následky občanské války. Severočínský venkov byl boji poničen, hospodářství zde trpělo nedostatkem pracovních sil. Císař se rozhodl posílit a stabilizovat ekonomiku, ale nejdříve umlčet jakýkoli odpor. Očistil státní správu jak od stoupenců Ťien-wena, tak od zkorumpovaných a neloajálních úředníků. Vláda ostře zasáhla i proti tajným společnostem a banditům. Snažil se pozvednout hospodářství podporou produkce potravin i tkanin. Využívala se neobdělávaná půda, kultivovaly nové pozemky v bohatých oblastech delty Jang-c'-ťiang.
Jung-le snížil význam Nankingu, když roku 1403 vyhlásil rozhodnutí o povýšení Pekingu na hlavní město. Výstavba nové metropole v letech 1407–1420 každodenně zaměstnala stovky tisíc pracovníků. V centru Pekingu se nacházelo vlastní středisko moci – úřednické Císařské město a uprostřed něj Zakázané město – palácové sídlo samotného císaře a jeho rodiny. Nechal zrekonstruovat Velký kanál, potřebný k zásobování metropole i armád na severu.
Císař podporoval konfuciánství i buddhismus. Dva tisíce učenců zaměstnal sestavením obrovité Encyklopedie Jung-le, která výrazně překonala všechny dosavadní encyklopedie, včetně Čtyř velkých knih Sungů z 11. století. Přikázal setřídit texty neokonfuciánců a využít je jako učební příručky pro výuku budoucích úředníků. Úřednické zkoušky v tříletém cyklu přinášely kvalifikované absolventy, kteří zaplnili státní aparát. Byl známý tvrdým trestáním selhání a rychlým povýšením úspěšných služebníků. Přestože se, stejně jako jeho otec, neváhal v případě potřeby násilně vypořádat s odpůrci, opustil jeho politiku častých čistek. Ministři zastávali svá místa dlouhá léta, státní správa získala na profesionalitě a stabilnosti.
Nicméně nejenom úředníci se těšili přízni a podpoře císaře. Říši vládl do značné míry „z koňského sedla“, cestoval mezi oběma hlavními městy, stejně jako císaři říše Jüan, a opakovaně vedl vojenská tažení do Mongolska. Úředníci se stavěli proti takovému chování, cítíce ohrožení z toho plynoucím vlivem eunuchů a vojenských špiček, skupin, jejichž moc závisela na císařské přízni.
Výrazně aktivizoval zahraniční politiku ve snaze o posílení a konsolidaci hegemonního postavení ve východní Asii. Diplomatická poselstva a vojenské expedice mířily do „všech čtyř stran světa“. Početné mise navštívily řadu blízkých i vzdálených zemí včetně Mandžuska, Koreje, Japonska, Filipín, i timúrovskou říši ve střední Asii. Proslulé námořní plavby Čeng Chea dosáhly břehů jihovýchodní Asie, Indie, Persie a východní Afriky.
Vážnou hrozbu bezpečnosti říše představovali Mongolové, rozdělení na tři skupiny – Urianchajci na jihovýchodě byli většinou loajální, východní Mongolové a západní Ojrati problematičtí. Mingská Čína je střídavě podporovala a stavěla proti sobě. Jung-le osobně vedl pět tažení do Mongolska. Samotný přesun metropole z Nankingu do Pekingu byl diktován nutností stále držet pod dohledem neklidné severní sousedy.
Jung-le byl zkušený vojevůdce a armádě věnoval velkou pozornost. Přesto jeho války neskončily dobře. Válka ve Vietnamu se táhla od počátečního vpádu roku 1407 do konce jeho vlády. Čtyři roky po císařově smrti nezbylo mingské armádě než odtáhnout zpět do Číny. Jeho mongolská tažení nezměnila poměr sil a nezajistila bezpečnost severní hranice.
Zemřel roku 1424, je pohřben v Čchang-ling, největší z hrobek mingských císařů ležících nedaleko Pekingu.

## Raná léta

### Dětství

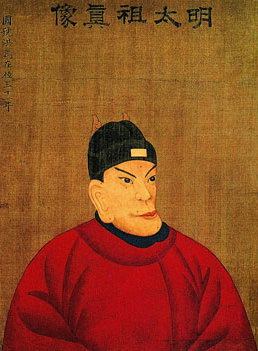
Soudobý portrét Jung-leho otce, císaře Chung-wua, realističtější než oficiální vyobrazení

Ču Ti se narodil 2. května 1360, byl čtvrtým synem Ču Jüan-čanga. Ču Jüan-čang tehdy sídlil v Nankingu a byl fakticky samostatným generálem říše Sung, jednoho ze států vzniklých v povstání rudých turbanů namířeného proti mongolské říši Jüan ovládající Čínu. Během 60. let 14. století dobyl Čínu, založil říši Ming a prohlásil se jejím císařem. Známý je pod jménem své éry – Chung-wu.
Ču Ti se po vznesení nároku na trůn prohlašoval za syna Ču Jüan-čangovy hlavní manželky paní Ma, od roku 1368 císařovny. Pravděpodobněji byla jeho skutečnou matkou Chung-wuova konkubína s titulem Kung-fej, mongolského (z kmene Chongiratů) nebo snad korejského původu. Po svém nástupu na trůn, ve snaze představit se jako legitimní nástupce Chung-wua, ve vydání oficiálních Pravdivých záznamů císaře Tchaj-cu z roku 1403 dokonce prohlásil za syny císařovny Ma pouze sebe a Ču Sua, pátého syna Chung-wua. Bylo jasně absurdní, aby za života Chung-wua nebyl následníkem jmenován syn císařovny, proto v pozdější verzi z roku 1418 bylo za její potomky uznáno prvních pět synů Chung-wua.
Dětství Ču Ti strávil v Nankingu. Zde byl s ostatními dětmi Ču Jüan-čanga vychováván k disciplíně a skromnosti. Mezi sourozenci si oblíbil zejména princeznu Ning-kuo, Ču Fua a nejvíce o 15 měsíců mladšího Ču Sua. S Ču Suem se stali nejlepšími přáteli i když byli povahově odlišní – Ču Ti si oblíbil lukostřelbu, jízdu na koni a jiné fyzicky náročné sporty, zatímco Ču Su se těšil studiem literatury a pěstováním rostlin.
Císař věnoval velkou péči vzdělání synů, k jejich vzdělávání určil přední učence říše. Zprvu učitelem následníka trůnu jmenoval Sung Liena, který přednášel i ostatním princům. Ču Tiho významně ovlivnil i Sung Lienův nástupce Kchung Kche-žen, který císařovy syny učil filozofii a etiku, jeho oblíbeným tématem však byla historie dynastie Chan, především císařů Kao-cua a Wu-tiho. Ču Ti později ve svých výnosech argumentoval i příklady ze života Čchin Š'-chuang-tiho.

### Mládí
Dne 22. dubna 1370 obdrželi císařovi synové, kromě následníka trůnu, knížecí tituly. Ču Ti se stal knížetem z Jen. Jen byla oblast na severovýchodě Číny, jejímž nejvýznamnějším městem byl Pej-pching (dnešní Peking), za vlády mongolské dynastie Jüan hlavní město Číny, po dobytí říší Ming roku 1368 významná základna vojsk střežících severní hranici Číny a hlavní město stejnojmenné provincie.
Ču Ti tehdy dostal vlastní domácnost, v jejímž čele stáli rádce Chua Jün-lung  a vychovatel Kao Sien. Kao Sien mu následujících čtyři až pět let přednášel o konfuciánských klasicích a historii, ale i o zemědělství a zavlažování. Cvičil prince v básnictví a psaní prózy, vysvětloval pravidla vládnutí a výběru podřízených. Po smrti Chua a odvolání Kaoa se Ču Tiho vzdělání věnovali Fej Jü, Čchiou Kuang, Wang Wu-pan a Ču Fu. Přestože Ču Ti dostal výborné všeobecné vzdělání od nejlepších učitelů, vždy se více zajímal o vojenský život než o knihy a diskuze v paláci.

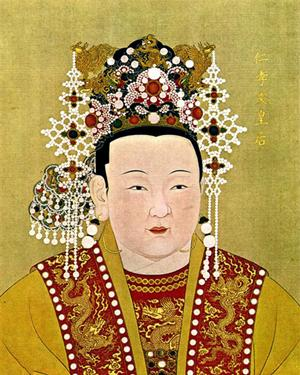
Oficiální soudobý portrét císařovny Sü, hlavní manželky císaře Jung-le

Začátkem roku 1376 byl oženěn se Sü I-chua, o dva roky mladší dcerou Sü Taa, prvního mezi mingskými generály. Paní Sü byla inteligentní, rozhodná a energická. První syn, Ču Kao-čch’, se mladým manželům narodil 16. srpna 1378, druhý, Ču Kao-sü, roku 1380. O tři roky mladší byl třetí syn, Ču Kao-suej.
Několik týdnů po svatbě odjel do Feng-jangu (tehdy Čung-tu – Střední hlavní město). Strávil zde se staršími bratry Ču Šuangem a Ču Kangem sedm měsíců vojenským výcvikem. O dva roky později se sem vrátil s mladšími bratry Ču Suem, Ču Čenem a Ču Fuem. Zůstal zde dva roky a kromě výcviku ve velení a boji se poučil i o logistice válečnictví – získávání materiálu a zásob a jejich dopravě. Už tehdy začal projevovat organizační schopnosti; později ve svých válkách dovedně využíval dostupné zdroje. Někdy se přestrojil za obyčejného vojáka a seznamoval se s životem prostých lidí. Později pobyt ve Feng-jangu zhodnotil jako nejšťastnější dny svého života.
Zatím roku 1376 Li Wen-čung, synovec a adoptovaný syn Chung-wua zodpovědný za obranu severu, dostal za úkol připravit princův palác v Pekingu. Využil bývalé paláce jüanských císařů, čímž Ču Ti získal větší a lépe opevněné sídlo než jeho bratři, z nichž někteří sídlili dokonce v adaptovaných chrámech nebo okresních úřadech. Generál Li věnoval pozornost i opevnění města, na což později v občanské válce doplatil jeho syn Li Ťing-lung, když Peking roku 1399 neúspěšně obléhal.

### Kníže zJen vPej-pchingu
V dubnu 1380, po dosažení dvaceti let věku přesídlil do Pekingu. Setkal se zde se silným mongolským vlivem, který se vláda pokoušela potlačit zákazy mongolských zvyků, oděvů i jmen. Zlé roky hladomoru a válek devastujících metropoli v 50. a 60. letech 14. století byly už pryč a město se rozvíjelo. Kromě stovek tisíců vojáků rozmístěných v regionu ve městě žili úředníci spravující provincii i řemeslníci a dělníci vyslaní sem z celé země. Nejzávažnější problém místních úřadů bylo zajištění výživy obyvatelstva. Na sever byli přesídlováni rolníci, k obdělávání půdy převáděni vojáci a trestanci, obchodníci za dodávky zrna dostávali licence na obchod se solí. Do města putovaly vládní transporty potravin.
Ču Tiho zájem o vojenství našel uplatnění, když osobně cvičil svou gardu. Se svými oddíly fungoval jako protiváha provinčního velitele, který nemohl přemístit jednotky bez rozkazu císaře a potvrzení knížete, zatímco kníže cvičil a přemisťoval svou gardu samostatně. Roku 1381 poprvé vyjel do pole. Účastnil se tažení Sü Taa proti Mongolům, vedeným Najur Buqou.
V 80. letech Ču Ti podílel na obraně hranic pod vedením svého tchána Sü Taa a po jeho úmrtí roku 1385 dosavadního Süova zástupce Fu Jou-tea. Roku 1387 se účastnil úspěšného útoku mingské armády vedené Feng Šengem na Mongoly v Liao-tungu, tažení bylo úspěšné. Následující rok mingská armáda v čele s Lan Jüem při výpadu do východního Mongolska porazila mongolského chána Togus Temüra a získala množství zajatců a koní. Nicméně oba generálové se provinili proti zákonům špatným zacházením se zajatci a přisvojováním si kořisti, o čemž kníže neopomněl informovat císaře.
V lednu 1390 císař poprvé svěřil synům samostatné velení – knížata z Ťin (Ču Kang), z Jen (Ču Ti) a z Čchi (Ču Fu) dostali za úkol vést trestnou expedici proti mongolským náčelníkům Najur Buqovi a Alu Temürovi ohrožujícím Šen-si a Kan-su. Ču Ti vynikl obratným velením, když v bitvě porazil a zajal oba mongolské vojevůdce. Ti mu poté se svými oddíly sloužili. I císař ocenil jeho úspěch kontrastující s váhavostí knížete z Ťin. Ču Ti poté vedl armády do boje proti Mongolům opakovaně a úspěšně.

Severní hranice říše Ming po roce 1393.
Říše Ming,
mingské území severně od linie Velké čínské zdi.

Roku 1392 zemřel nejstarší císařův syn a korunní princ Ču Piao. V diskuzi dvora o novém následníku zvítězilo hledisko primogenitury prosazované učenci z akademie Chan-lin a vysokými úředníky. Novým následníkem byl jmenován Ču Piaův syn Ču Jün-wen. Jeho vychovateli a učiteli byli jmenováni generálové Šeng Jang, Fu Jou-te a Lan Jü (spjatý s následníkem příbuzensky). Patrně na doporučení Ču Tiho začal Chung-wu trojici generálů podezřívat ze zrady. S Lan Jüem neměl Ču Ti dobré vztahy a podle historika Wang Č’-čena (1526–1590) byl zodpovědný za jeho popravu v březnu 1393. Druzí dva generálové zemřeli za nejasných okolností na přelomu let 1394 a 1395. Jejich místo zaujala knížata. Kníže z Ťin dostal roku 1393 velení nade všemi vojsky v provincii Šan-si a kníže z Jen v provincii Pej-pching. Ču Šuang, kníže z Čchin, velel v Šen-si, ale roku 1395 zemřel.
Chung-wu se pod dojmem smrti dvou nejstarších synů a obtížných vztahů svých synů s následníkem rozhodl zrevidovat (počtvrté) pravidla kterými se řídily vztahy v císařské rodině. V nové redakci omezil práva knížat. Změny měly jen malý vliv na status Ču Tiho, jelikož jeho hlavního pole působnosti – vojenství, se nedotkly. Princ se navíc střežil zavdání důvodu ke kritice. Například bez námitek vydal k popravě své generály Najur Buqu a Alu Temüra obviněné ze zrady. Opatrný byl i v diplomatických vztazích (přes Peking procházela korejská poselstva), kde se vyhýbal jakémukoliv náznaku nerespektování císařovy autority.
Ze šesti knížat střežících severní hranici byl druhý nejstarší, ale nejschopnější. Působil na rozsáhlém území, od Liao-tungu po ohbí Žluté řeky. Nevyhýbal se riskantním akcím, v létě 1396 porazil Mongoly vedené Bolin Temürem u Ta-ningu a poté s knížetem Ťin vyrazil na výpad několik set kilometrů severně od Velké čínské zdi, což jim císař ostře vytkl. V dubnu 1398 jeho starší bratr kníže z Ťin zemřel a zanechal Ču Tiho v roli nesporného vůdce obrany severní hranice. V červnu 1398 zemřel Ču Tiho otec, císař Chung-wu.

## Příchod kmoci

### Konflikt svládou Ťien-wena

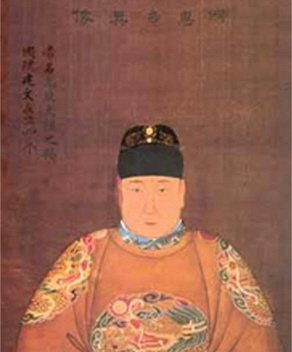
Portrét císaře Ťien-wena

Po smrti císaře Chung-wua nastoupil na trůn Ču Jün-wen jako císař éry Ťien-wen. Nejbližší poradci nového císaře zahájili revizi Chung-wuových reforem. Nejpodstatnější změnou byl pokus o omezení a postupné odstranění knížat, synů Chung-wua, sloužících za jeho vlády jako císařova opora a kontrolujících značnou část vojenské moci říše. Různými způsoby (odeslání do vyhnanství, domácí vězení, dohnání k sebevraždě) se vláda zbavila pěti knížat.
Ču Ti byl ze všech knížat nejnebezpečnější – byl zkušeným vojevůdcem a nejstarším žijícím potomkem Chung-wua. Vláda se k němu chovala opatrně a zatím omezovala jeho moc výměnou vojenských velitelů na severovýchodě za generály oddané Ťien-wenovi a přeložením Ču Tiho osobní gardy mimo Peking. Ču Ti přesvědčoval císaře o své loajalitě, žádal o milost pro svého přítele Ču Sua a prosil o svolení k návratu svých synů, kteří se od pohřbu Chung-wua z rozhodnutí vlády zdržovali v Nankingu, fakticky v postavení rukojmích. Císařův rádce Chuang C’-čcheng v červnu 1399 přesvědčil panovníka, že propuštění Ču Tiho synů uklidní situaci. Výsledkem byl pravý opak.
Zatčení dvou svých úředníků počátkem srpna 1399 využil Ču Ti jako záminku pro vzpouru. Povstal pod záminkou ochrany císaře od nebezpečí hrozícího mu od zkorumpovaných dvorských úředníků. S podporou pekingských hodnostářů na svou stranu získal posádku města a obsadil prefektury a okresy v okolí města. Své akce ospravedlňoval v dopisech zaslaných dvoru (v srpnu a prosinci 1399) a veřejném prohlášení.
V dopisech a prohlášení tvrdil, že nemá zájem o trůn, ale jako nejstarší žijící syn zemřelého císaře je povinen obnovit právo a zákonnost rozvrácené novou vládou, k čemuž ho nutí úcta k zemřelému otci. Obvinil císaře a jeho ministry, že mu tajili informace o otcově nemoci a nepovolili mu zúčastnit se pohřbu. Též je obvinil z neodůvodněné perzekuce císařových strýců, mladších bratrů Ču Tiho. Své akce prohlásil za přiměřenou sebeobranou, zaměřenou ne proti císaři, ale proti jeho špatným ministrům. Nazval je kampaň ťing-nan, kampaň za odstranění nepořádků.

### Občanská válka

Občanská válka v Číně 1399–1402. Události roku 1399 – boje na severu a obléhání Pekingu.

Počátkem války měl Ču Ti k dispozici 100 tisíc mužů a ovládal pouze bezprostřední okolí Pekingu. Mnohem větší početnost armád a velikost materiálních zdrojů nankingské vlády vyvažovala kvalita Ču Tiho vojáků, síla jeho mongolského jezdectva a především jeho vojevůdcovské schopnosti, kontrastující s nerozhodností a špatnou koordinací generálů vládních vojsk.
V září 1399 stotřicetitisícová vládní armáda v čele se zkušeným veteránem generálem Keng Ping-wenem přitáhla do Čen-tingu, města jihozápadně od Pekingu, ale koncem měsíce byla rozdrcena. Dvůr reagoval jmenováním nového velitele, Li Ťing-lunga. Li s novou armádou vyrazil proti Pekingu a 12. listopadu ho oblehl. Ču Ti, který na severovýchodě shromažďoval vojska, se rychle vrátil, porazil zaskočenou Liho armádu, jejíž vojáci přišlí z jihu trpěli zimou, a donutil ji ustoupit k Te-čou v Šan-tungu.
Roku 1400 boje probíhaly se střídavými úspěchy v jižní části provincie Pej-pching a severozápadním Šan-tungu. Na jaře Ču Ti provedl úspěšný výpad do Ta-tchungu, v květnu porazil Li Ťing-lunga u Pao-tingu a v červnu před Te-čou. Obléhání Ťi-nanu však z obavy před posilami nepřítele v září přerušil a stáhl se do Pekingu. Chabé výsledky Li Ťing-lunga přiměly vládu k jmenování Šeng Junga novým velitelem protipovstalecké armády.
Roku 1401 se Ču Ti snažil oslabit nepřítele útoky menších jednotek, které mařily zásobování vládních vojsk. S hlavními silami se obě strany snažily prorazit podél Velkého kanálu, v lednu utrpěl Ču Ti porážku u Tung-čchang, v dubnu zvítězil u Ťia-chuo, fronta se posunovala střídavě na sever a na jih i po zbytek roku.

Občanská válka v Číně 1399–1402. Události roku 1402 – Jung-leho tažení z Pekingu do Nankingu.

Roku 1402 namísto dalšího útoku podél Velkého kanálu Ču Ti postupoval západněji, obešel Te-čou a začátkem března dobyl Sü-čou. Vládní vojska se stáhla na jih do Č’-li a byla opakovaně poražena. V červenci povstalci stáli na severním břehu Jang-c’-ťiang. Velitel vládního loďstva přešel na stranu Ču Tiho, povstalecká armáda se proto mohla bez překážek přeplavit přes řeku a postupovat na Nanking. V důsledku zrady Li Ťing-lunga a Ču Chueje, mladšího bratra Ču Tiho, byla metropole 13. července 1402 obsazena takřka bez boje. Ve srážkách se stoupenci císaře jeho palác shořel do základů a v něm i císař s manželkou, matkou a synem.

### Prohlášení císařem
Dne 17. července 1402 Ču-ti vstoupil na trůn, oficiálně jako nástupce svého otce, císaře Chung-wu. Od nového roku 1403 vyhlásil éru vlády Jung-le, „Věčného štěstí“. Ještě v létě 1402 se nový císař vypořádal se stoupenci Ťien-wena. Popřel právoplatnost jeho vlády a jeho panování vymazal z historie, když zrušil éru Ťien-wen a prodloužil do konce roku 1402 éru Chung-wu. Reformy a zákony Ťien-wenovy vlády byly zrušeny, tituly a privilegia knížat obnoveny, vládní archívy, s výjimkou finančních a vojenských spisů zničeny. Nejrespektovanější Ťien-wenovy stoupence (Fang Siao-žua, Liou Ťinga) se pokoušel zapojit do své administrativy. Odmítli, což je stálo život. Také Chuang C’-čcheng a Čchi Tchaj byli popraveni s širokým okruhem rodinných příslušníků, učitelů, žáků a stoupenců, řada lidí byla uvězněna či vypovězena na hranice. Čistka postihla desetitisíce osob.
Po nástupu Ču Tiho na císařský trůn byly přepsány i Pravdivé záznamy vlády císaře Tchaj-cu (Tchaj-cu je chrámové jméno Chung-wua). Původní verze vznikla roku 1402 na dvoře Ťien-wena a byla pro nový režim nepřijatelná. Ještě koncem roku 1402 autoři původní verze začali svou práci přepisovat, revizi dokončili v červenci 1403. Císaře neuspokojila a roku 1411 nařídil zpracovat novou verzi, ta byla dokončena v červnu 1418. Změny se týkaly především Ču Tiho nároku na trůn. Včleněna byla tvrzení, že byl syn císařovny Ma, že Chung-wu zvažoval jeho jmenování následníkem, že měl být regentem Ťien-wena, že byl výjimečně nadaný vojevůdce, zvláště oblíbený u otce.

## Správa země

Čína za vlády císaře Jung-le

V kontrastu s mnoha změnami ve funkcích za Chung-wua, byly vysoké úrovně Jung-leho administrativy stabilní. Přestože císař občas některého svého ministra uvěznil, masové čistky Chung-wuovy éry se neopakovaly. Politicky nejdůležitější problémy kontrolovali eunuchové a generálové, na úředníky zbyla správa financí, soudnictví a rutinní záležitosti. Celkově ustoupila atomizace správy typická pro Chung-wuův správní systém, císař byl méně zatěžován rutinními detaily.
Politická váha úřednického aparátu postupně stoupala, za Jung-leho vlády byli ministři schopni císaři oponovat, byť leckdy zaplatili svobodou nebo životem. Nejvýraznější změnou byl vzestup velkého sekretariátu. Za Jung-leho nástupců úředníci, v čele s velkými sekretáři, získali kontrolu nad politikou.

### Knížata a generalita
Císař obnovil tituly zrušené Ťien-wenem (knížata z Čou, Čchi a Min), ale bez bývalé moci. Ve druhé polovině své vlády císař řadu z nich obvinil z různých kriminálních činů a potrestal, téměř všem odebral osobní gardy. Stejný postup přitom u Ťien-wena odsoudil. Politicky nebezpečná pohraniční knížata přemístil ze severu do střední a jižní Číny Do konce Jung-leho vlády knížata ztratila politický význam.
Reorganizace vojenského velení patřila k prvním krokům Jung-leho po převzetí trůnu. Věrné generály povýšil a obdařil tituly a hodnostmi. V říjnu 1402 jmenoval dva vévody (kung, 公,Čchiou Fua a Ču Nenga), 13 markýzů (chou, 侯) a 9 hrabat (po, 伯). K nim byli jmenováni 1 vévoda a tři markýzové z hodnostářů, kteří přešli na jeho stranu před pádem Nankingu – a sice Li Ťing-lung, Žu Čchang, Wang Cuo a Čchen Süan. V červnu 1403 bylo jmenováno markýzy nebo hrabaty dalších 9 generálů z občanské války. I v následujících letech byli zasloužilí vojevůdci z tažení proti Mongolům obdařováni tituly vévodů markýzů a hrabat, nevyjímaje generály mongolského původu.
Takto císař vytvořil novou vrstvu dědičné vojenské nobility. Jejich příjmy se státní pokladny (2200–2500 tanů zrna pro vévody, 1500–800 pro markýze a 1000 pro hrabata; tan odpovídal 107 litrům.) nebyly zvlášť vysoké, významnější byla prestiž spojená s titulem. Veleli armádám v císařově jménu, bez konkurence ze strany princů, císařem zbaveným vlivu. Nebyli postižitelní místními úřady. Nicméně oproti éře Chung-wu existovaly významné rozdíly. Tehdy generálové, jeho bývalí druzi ve zbrani, měli vyšší status, vlastní následovníky a značnou moc ve svěřených oblastech. Nakonec byli Chung-wuem považováni za hrozbu a vesměs zlikvidováni. Za Jung-leho členové nobility neměli podíl na regionální ani civilní správě, ani neměli trvale přidělené vojenské jednotky, ale dostávali ad hoc sestavené armády. Navíc, císař často vedl tažení osobně v jejich doprovodu, což posilovalo vzájemné osobní vztahy. Proto byla vojenská nobilita těsně spojena s císařem a spolehlivě loajální. Čistky nebyly potřeba a ojedinělé případy potrestání zapříčinila selhání a neúspěchy dotčených. V celku nobilita posilovala prestiž císaře a přispěla k vojenským úspěchům jeho vlády.

### Úředníci a úřady
| Velcí sekretáři za panování císaře Jung-le, v letech 1402–1424. První dva byli jmenováni v srpnu 1402, ostatní o měsíc později: - Chuang Chuaj, do 1414 (uvězněn) - Sie Ťin, do 1407 (přeložen do provincie Kuang-si); - Chu Kuang, do 1418 (zemřel); - Jang Žung, do 1440 (zemřel); - Jang Š’-čchi, do 1444 (zemřel); - Ťin Jou-c’, do 1431 (zemřel); - Chu Jen, do 1404 (přeložen do čela univerzity Kuo-c’-ťien). V čele sboru sekretářů stál krátce roku 1402 Chuang Chuaj, poté Sie Ťin, od roku 1407 Chu Kuang, po jeho úmrtí roku 1418 do konce Jung-leho vlády Jang Žung. |
| |

Císař reorganizoval civilní správu, přičemž získal podporu úředníků, kteří zhusta sloužili pod předešlou vládou. Obnovil strukturu správy éry Chung-wu, přičemž se nezříkal změn. Především už roku 1402 vznikl velký sekretariát fungující jako prostředník mezi císařem a vládou, čímž částečně nahrazoval ústřední sekretariát zrušený roku 1380. Velcí sekretáři navzdory své neformální pozici záhy začali dominovat civilní správě.
Velký sekretariát vznikl v srpnu 1402, když si císař zvykl po večerní audienci řešit aktuální administrativní otázky při pracovní večeři s Chuang Chuajem a Sie Ťinem. V září 1402 jmenoval dalších pět sekretářů. Všichni pocházeli z jihu či jihovýchodu, byli nadanými literáty a administrátory, sloužili v nižších funkcích v Ťien-wenově administrativě. Měli poměrně nízký status (maximálně pátou hlavní hodnost), obdrželi však vysoké tituly v domácnosti následníka trůnu. Postupně se proměnili z podřízených pomocníků pořádajících korespondenci a formulující odpovědi na politiky navrhující řešení problémů. Jejich výhodou byl každodenní kontakt s císařem, díky němuž získali převahu nad ministry. Císař držel své sekretáře u sebe, někteří se účastnili i jeho mongolských tažení. Tehdy říši spravoval následník s dalšími sekretáři a vybranými ministry. Následník se sekretáři navázal těsné vztahy a stal se fakticky reprezentantem úředníků uvnitř císařské rodiny.
Velkou péči věnoval Jung-le výběru špiček státního aparátu, kromě členů velkého sekretariátu především ministrů. Císař důvěřoval především těm ministrům, kteří mu sloužili už během občanské války, Ťin Čungovi, Kuo C’ovi, Lü Čenovi a Wu Čungovi. Jeho ministři pocházeli z celé Číny, všichni však byli kultivovaní a schopní administrátoři. Nejvíce z nich císař věřil ministru daní Sia Jüan-ťimu, který podporoval střídmost ve výdajích a jejich užití ve prospěch obyvatel. Jung-le si ho vážil za přímost a otevřenost. Ministrem daní byl devatenáct let do roku 1421, kdy společně s ministrem trestů Wu Čungem a ministrem vojenství Fang Piem protestovali proti tažení do Mongolska kvůli jeho nákladnosti. Ve sporu císař prosadil svou, Fang spáchal sebevraždu, druzí dva skončili ve vězení, po císařově smrti byli rehabilitováni a vrátili se do úřadů. Mnoho let řídili různá ministerstva i Ťien I, Sung Li, Liou Kuan a Čao Kung.
V čele čtyř ze šesti ministerstev (státní správy, daní, obřadů a prací) stál během většiny Jung-leho vlády stejný ministr. Kontinuita nejvyšších úřadů trvala i po císařově smrti, když v mnozí ministři pokračovali ve výkonu funkce.
Zkvalitnění a stabilizaci správy na nižších úrovních přinesl pravidelný koloběh úřednických zkoušek. Od druhého desetiletí Jungleho vlády probíhaly ve tříletých intervalech. Zkoušky v metropoli absolvovalo celkem 1833 osob, do úřadů byli jmenováni především jejich absolventi. Státní univerzita, z jejíž studentů byli dosud vybíráni úředníci, ztratila význam a změnila se na místo studia kandidátů palácových zkoušek. Koncem vlády Jung-leho už ministerstvo státní správy mělo dostatek absolventů zkoušek k obsazení odpovědných úředních míst od okresní úrovně výše. Celkově se správa se stala kvalifikovanější a stabilnější.

### Eunuchové

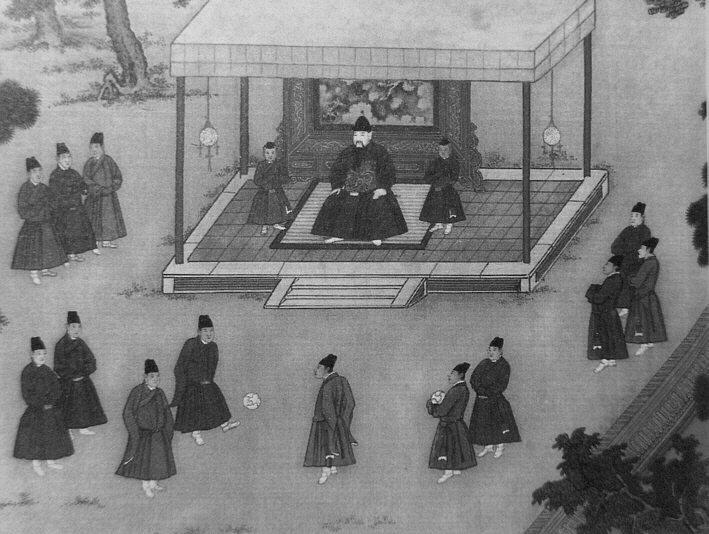
Císař Jung-le pozoruje eunuchy hrající míčovou hru cchu-ťü

Jung-le se více než jeho otec spoléhal na eunuchy, převzal do svých služeb i eunuchy Ťien-wena, se kterými byl ve spojení během občanské války. Eunuchové byli i mongolského, středoasijského, džurčenského a korejského původu. Vedle povinností uvnitř zakázaného města spoléhal na jejich neochvějnou loajalitu a svěřoval jim i úkoly mimo císařský palác, zejména kontrolní a zpravodajské.
Eunuchové přebírali vojenská velení, vedli diplomatické mise. Známá, leč nepopulární a obávaná byla jejich role císařových tajných agentů, dozírajících nad civilními i vojenskými hodnostáři. Odhalovali zkorumpované úředníky, ale někdy sami zneužívali svěřenou moc a podléhali korupci. Roku 1420 vznikl zvláštní vyšetřovací úřad, podle svého umístění v paláci neformálně zvaný „Východní křídlo“, který měl za úkol dozírat nad soudnictvím. Stal se nechvalně známý jako místo, kde mizejí lidé, a historky o nevinných uvězněných, mučení a neobjasněných úmrtích týkající se úřadu kolovaly do konce dynastie.

### Synové a následnictví
Jung-le měl čtyři syny, první tři od císařovny Sü, čtvrtý Ču Kao-si zemřel v kojeneckém věku. Nejstarší syn Ču Kao-čch’ nebyl fyzicky zdatný, místo válečnictví si hleděl literatury a poezie. Druhý syn, Ču Kao-sü, byl vysoký, silný atlet, úspěšný ve válkách. Třetí, Ču Kao-suej, byl průměrný charakterem i schopnostmi.
Mnoho vlivných činitelů, mezi jinými generál Čchiou Fu, vévoda z Čchi, přesvědčovalo císaře, že následníkem trůnu má být druhý syn. Argumentovali jeho zdatností a vojenskými schopnostmi, tím, že v občanské válce několikrát zachránil otce z nebezpečí a odvrátil hrozící porážku. Ale názor císaře zvrátil velký sekretář Sie Ťin argumentem, že nejstarší syn získá srdce celého světa svou lidskostí. Navíc připomněl budoucí nástup císařova oblíbence Ču Čan-ťiho, Ču Kao-čch’nejstaršího syna. Ču Kao-čch’byl jmenován následníkem 9. května 1404. Příští den Jung-le jmenoval Čchiou Fua jeho vychovatelem.
Současně jmenoval Ču Kao-süa knížetem z Chan a svěřil mu kontrolu Jün-nanu, Ču Kao-suej se stal knížetem z Čao se sídlem v Pekingu. Ale Ču Kao-sü do Jün-nanu odmítl odjet. Otec mu ustoupil, což synovi umožnilo vyvolávat konflikty se starším sourozencem. Na jaře 1407 se mu podařilo očernit Sie Ťina (obviněného, že protežoval u zkoušek rodáky z Ťiang-si) a dosáhl jeho odvolání do provincie a později i uvěznění. Na podporu korunního prince a z toho plynoucí nepřátelství Ču Kao-süa doplatili uvězněním také Chuang Chuaj (od roku 1414 do konce Jung-leho vlády) a Jang Š’-čchi(krátce roku 1414), oba obvinění z nedodržení ceremoniálu. Roku 1416 Ču Kao-sü dostal nový úděl v prefektuře Čching-čou v Šan-tungu. Opět odmítl odjet, za což byl pokárán. Nato začal sbírat vlastní armádu, nechal zabít překážejícího důstojníka – až ho otec zbavil titulů a degradoval na obyčejného poddaného a později uvěznil. Příští rok ho vypověděl do Šan-tungu.

## Vojenství

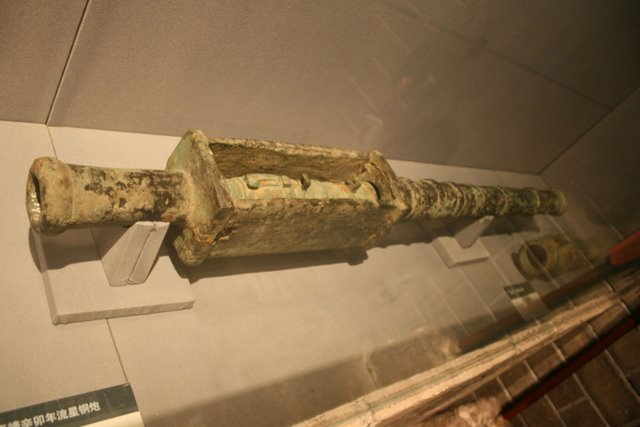
Mingský bronzový kanón ze sbírek Muzea hlavního města v Pekingu.

Armáda se během Jung-leho vlády podstatně změnila. Provedl čtyři zásadní reformy: zrušil většinu knížecích gard (chu-wej), přesunul většinu pluků posádky hlavního města (ťing-wej) z Nankingu do Pekingu, založil metropolitní výcvikové tábory (jing) a konečně reorganizoval obranu severní hranice.
Císař reorganizoval gardu ve vyšívaných uniformách (ťin-i-wej) která plnila úkoly tajné policie. Řešila zejména politicky citlivé případy, včetně vyšetřování členů císařského rodu. Nicméně i v ní se objevily případy korupce a zneužití moci; nejznámější byl případ Ťi Kanga, císařova oblíbence z dob občanské války, který byl nakonec obviněn ze spiknutí proti trůnu a roku 1416 popraven. Po roce 1420 gardu ve vyšívaných uniformách zastínilo Východní křídlo, které šetřilo i její důstojníky.
Zrušení vojsk knížat bylo logické. Vojenská moc Ču Tiho jako knížete z Jen byla podstatným faktorem na jeho cestě k trůnu a nechtěl připustit opakování historie. Stávající knížecí gardy byly vesměs začleněny do řádné armády a třebaže se Jung-leho synové aktivně a úspěšně účastnili občanské války, po jejím skončení byli od velení armád drženi dále. Tažení vedli spolehliví generálové nebo císař osobně.
Významným a trvalým krokem byl přesun značné části armády do pekingské oblasti. S přesunem metropole do Pekingu se přesunula i většina ze 41 pluků nankingské posádky. Elitní částí pekingských vojsk bylo 22 pluků císařské gardy (čchin-ťün), nominálně 190 800 mužů. Mezi ně byly včleněny i původní tři pluky Ču Tiho knížecí gardy. Celkem bylo v Pekingu a okolí soustředěno kolem 25–30 % mingské armády (v polovině 30. let 15. století 74 pluků), jejíž síla dosahovala za Jung-leho více než dvou miliónů mužů. Vojáci a jejich rodiny tak tvořili značnou část obyvatel pekingské oblasti. Pro velení plukům ponechaným v Nankingu a okolí byla zřízena funkce vojenského velitele Nankingu, zpočátku často obsazovaná eunuchy.
Po druhém tažení do Mongolska se císař rozhodl zlepšit kvalitu výcviku vojáků. V okolí Pekingu zřídil metropolitní výcvikové tábory (ťing-jing), známé jako tři velké tábory (san ta-jing). Roku 1415 rozkázal všem plukům v severních provinciích a jižní metropolitní oblasti poslat část mužstva do táborů k výcviku. Tábory byly určeny pro výcvik pěchoty, jezdectva a jednotek vyzbrojených střelnými zbraněmi. Každý byl veden eunuchem a dvěma generály. Velkou pozornost věnoval císař jezdectvu, nezbytnému pro úspěšných boj ve stepi. Počet koní v armádě vzrostl z 37 993 roku 1403 na 1 585 322 roku 1423.
Začátkem Jung-leho vlády proběhla reorganizace obranného systému na severní hranici. Za Chung-wua byla obrana severu organizována ve dvou liniích. První – vnější – linii tvořilo „osm vnějších posádek“, základen pro výpady na mongolské území, ležících ve stepi severně od pozdější Velké zdi, tehdy ještě nestojící. Druhá obranná linie byla na úrovni zdi. Mongolské nájezdy tak mohly být zastavovány ještě ve stepi. Za Jung-leho byla vnější linie opuštěna až na posádku v Kchaj-pchingu. Na uvolněné území císař přesídlil spřátelené mongolské Urianchajce.
Pohraniční vojska podél severních hranic byla podřízena devítce nově vzniklých pohraničních regionálních velitelství. Podléhaly provinčním vojenským velitelům. Ustaveny byly v Liao-tungu, Ťi-čou, Süan-fu, Ta-tchungu, Šan-si, Jen-sueji, Ku-jüanu (v Šen-si), Ning-sia a Kan-su. Vojáci sloužící na hranicích nepřicházeli z blízkých pluků jako v éře Chung-wu, ale ze tří metropolitních výcvikových táborů. Velení oblastí bylo vybíráno z důstojníků vnitrozemských posádek, případně vyšších velitelství.  Koncem éry Jung-le bylo v posádkách podél severní hranice 863 tisíc vojáků.
Stažení se na úroveň zdi bylo vážným zhoršením bezpečnosti, což viděli už pozdější mingští úředníci debatující o obsazení Ordosu. Hlavní pevnost vnitřní linie, Süan-fu, byla po stažení vystavena mongolským útokům . Za Jung-leho byly negativa stažení překryta mingskou mocí a silou. Po jeho smrti se Číňané po zbytek vlády dynastie Ming step nepokusili znovu obsadit.
Vojenské námořnictvo netvořilo samostatnou složku armády, pouze pobřežní pluky byly vybaveny loděmi. Od roku 1420 bylo mezi pobřežní posádky rozptýleno kolem 1350 strážních lodí a stejné množství velkých válečných lodí. Zálohu tvořila flotila v Nankingu sestávající ze 400 válečných lodí, 400 nákladních lodí obsazovaných vojáky pluků nankingské posádky, cvičených k námořnímu boji (z deseti nankingských pluků měly čtyři „námořní“ názvy), a 250 lodí pokladů a dalších lodí používaných k dálkovým plavbám.

## Hospodářství

### Obyvatelstvo, zemědělství a řemesla
Kolem roku 1400 měla říše Ming na 90 miliónů obyvatel. V první třetině 15. století bylo počasí stabilnější a teplejší než předtím a potom. V příznivých podmínkách se zemědělci dočkali bohatých úrod a úspěšnost zemědělství byla základem prosperity země. Občasné lokální katastrofy – epidemie nebo záplavy – nezměnily celkový obraz. Vláda postiženým regionům poskytovala pomoc ze státních zásob.
Jung-le si uvědomoval, že nejlépe zabezpečí svou vládu a vládu svých potomků podporou rolníků. Například při zničení úrody v Che-nanu náletem sarančat roku 1403 nelitoval námahy a času na zorganizování pomoci obyvatelstvu, postihoval nedbalé úředníky a odmítl návrh ministra daní Jü Sina na potrestání úředníků neschopných vybrat daně v plné výši s výtkou, že problém není v úřednících, ale v živelní pohromě. Na hlášení o růstu produkce hedvábí v Šan-tungu roku 1404 odpověděl, že nebude spokojen, dokud v celé říši nebude dostatek potravin a oděvů tak, aby nikdo nestrádal hladem a chladem.
Severní provincie byly chudé a neproduktivní, zdejší vojsko a administrativa byla už v éře Chung-wu závislé na dovozu rýže z jihu. Růst počtu vojáků, úředníků, řemeslníků a dělníků v souvislosti s přemístěním metropole do Pekingu problém ještě zhoršilo. Vláda organizovala přesidlování z zalidněného jihu. Jižané se ovšem těžce adaptovali na severní chladné podnebí a utíkali zpět. Po roce 1416 vláda upustila od nuceného přesidlování, které nahradila politikou podpory místního rozvoje. Vláda ve zvýšené míře za dodávky rýže na sever prodávala obchodníkům licence na obchodování se solí. Osidlování severu vedlo k růstu rozlohy obdělávané půdy a zemědělské i textilní produkce, byly založeny slévárny v Cun-chua v Che-peji.

### Finance a peníze
Jung-lemu byla šetrnost Chung-wua cizí, zahraniční expanze (války ve Vietnamu a Mongolsku, námořní plavby) i vnitřní politika (nové hlavní město, obnova Velkého kanálu) byla značně nákladná. Státní výdaje se proti éře Chung-wu zdvoj až ztrojnásobily. Jejich velikost může být jen odhadována, protože státní rozpočet neexistoval a každý konkrétní příjem byl určen na hrazení nějakého výdaje. Vláda hledala příjmy v emisi papírových peněz a požadováním více zrna od vojenských rolníků, ale toto neřešilo fiskální problémy. Daně byly dokonce místy sníženy, ale stát si přišel na své pomocí rekvizic a růstem pracovní povinnosti. Finanční rezervy státu, které v mingské době obvykle dosahovaly výše jednoletého příjmu, za Jung-leho klesly na minimum.

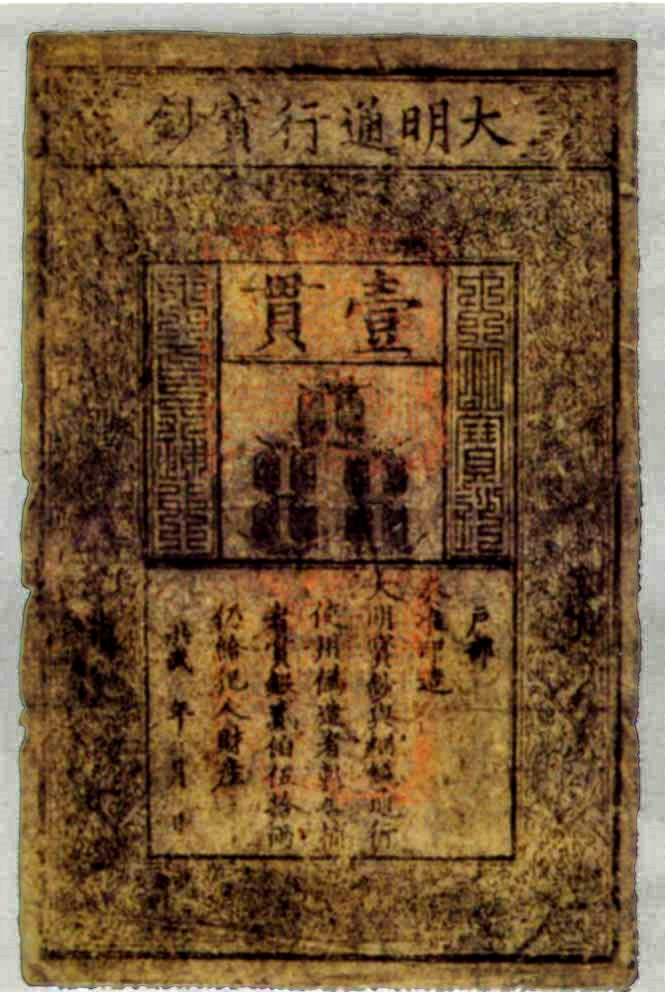
Mingská státovka

Růst ekonomiky podpořila monetární expanze, vláda rozšiřovala těžbu drahých kovů – mědi a stříbra – v jižní Číně a Vietnamu, rostla emise papírových peněz (státovek, pao-čchao). Vládní příjmy z těžby stříbra, které tvořily maximálně 30 % produkce, vzrostly z 1,1 tuny roku 1390 na 3 tuny roku 1403 a více než 10 tun roku 1409 a na této úrovni se držely po zbytek Jung-leho vlády. Z vytěžené mědi vláda odlévala mince, které ve značném množství ukládala ve státních pokladnách a darovala zahraničním poselstvům. Stále však obíhaly na vnitřním trhu společně s pao-čchao, v kontrastu s érami Süan-te a Čen-tung (období 1425–1447) kdy z oběhu pod tlakem vlády vymizely.
Stejně jako jeho otec považoval Jung-le státovky za základ měny. Tiskl je ve velkých objemech k uhrazení deficitu způsobeném drahou zahraniční politikou a přesunem metropole. Neúměrný tisk státovek vyvolal inflaci, největší v mingské době vůbec. Roku 1425 už papírové peníze měly jen 2 % nominální hodnoty. Obyvatelstvo reagovalo jejich odmítáním. Vláda se pokoušela podpořit jejich oběh požadováním povinnosti platit jimi některé poplatky. Nemělo to významnější efekt. Úspěch neměly ani opakované (1403, 1404, 1419, 1425) zákazy užití stříbra v obchodních transakcích.
Úředníci a držitelé titulů už nebyli vypláceni pouze v zrnu, jak předpokládala pravidla Chung-wua. Vyšší úředníci dostávali v zrnu jen 60 %, resp. nižší úředníci 20 % platu, ostatek byl vyplácen v státovkách a mincích. Vyplácení ve znehodnocených státovkách vedlo k reálnému poklesu již předtím nízkých platů. Úředníci a důstojníci si pak hledali nelegální zdroje příjmů.
Jung-le se snažil zvýšit výnosy z hospodaření vojenských rolníků. Severní pohraničí, kde byla soustředěna většina vojenských jednotek, bylo obecně neúrodné. Důstojníci se proměnili v pozemkové pány využívající práci vojáků, vojáci dezertovali. Přes všechny kontroly a snahy vlády o zvýšení produkce dodávali vojenští rolníci rok za rokem méně. Jejich produkce klesla z 23 miliónů tanů zrna roku 1403 na 14 miliónů roku 1407 a 5 miliónů roku 1423.

### Daně a odvody
Za Jung-leho byl výnos pozemkové daně vyšší než v předcházejících desetiletích, vybíralo se 31-34 miliónů tanů zrna, zatímco roku 1393 byla daň z pozemků 29,4 miliónů tanů. Reálné daňové zatížení ovšem záviselo i na nákladech na dopravu, případně různých přirážkách vybíraných na jejich uhrazení, daň byla leckdy vybírána ne v zrnu, ale hedvábí a jiných komoditách podle přepočtů stanovených státem, které nedržely krok s tržními cenami. Daň se tak fakticky mohla několikrát zvýšit.
Mimořádně vysoké zůstalo zdanění Ťiang-nanu, prefektury Su-čou a Sung-ťiang dodávaly 14 % pozemkových daní říše. Vysoké daně nebyli obyvatelé Ťiang-nanu schopni platit, začátkem 30. let 15. století dosáhly nedoplatky výše mnoha miliónů tanů zrna (v prefektuře Su-čou 8 miliónů). Císař Süan-te jim nakonec daně snížil.
Část materiálu a prací potřebného k vládním stavebním projektům byla nakoupena za přebytky shromážděné ve státních sýpkách (ovšem za ceny stanovené státem, nižší než tržní). Nicméně zvýšené požadavky státu dopadly na obyvatelstvo především prostřednictvím dalších a dalších mimořádných odvodů a růstem povinné práce pro stát. Pracovní povinnost řemeslníků, normálně 30 dní v roce, byla prodlužována, někdy i na více než rok. Na rolníky delty Jang-c’-ťiang spadly náklady na dovoz rýže do Pekingu. Poplatníci dodávali rýži do jižních přístavních měst, odkud byla armádou dopravována na sever. Náklady byly hrazeny přirážkou k dani hrazenou v penězích. Mořská cesta na sever však byla riziková a vnitrozemská drahá a pomalá. Stav dopravy se zlepšil po otevření Velkého kanálu roku 1415. Od roku 1418 poplatníci sami dopravovali rýži až do Pekingu, až roku 1431 jim vláda ulevila a po kanálu opět začali zrno vozit vojáci.
Jung-leho nástupci snížili požadavky vlády na poddané a omezili vládní výdaje. Udržování velké armády a zásobování Pekingu bylo poté stále obtížnější.

## Výstavba

### Nové hlavní město

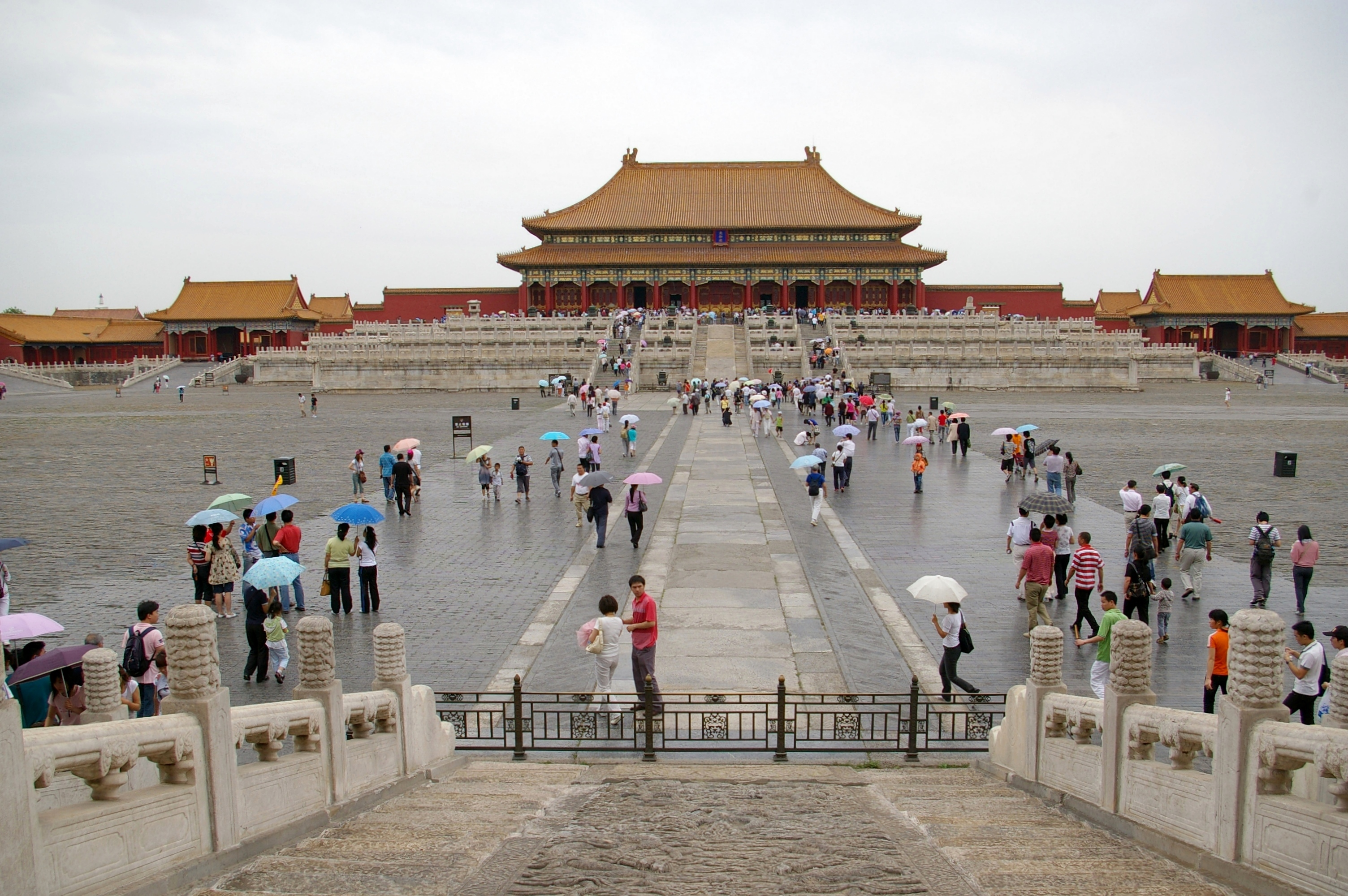
Palác Nejvyšší harmonie Zakázaného města v Pekingu

Největším Jung-leho podnikem byl přesun hlavního města do Pekingu. Přemístění metropole z Nankingu (tehdejším jménem Jing-tchien) na sever zvažoval už začátkem 90. let 14. století císař Chung-wu. Jakkoliv byl Nanking blízko hospodářskému centru říše v deltě Jang-c’-ťiang, jak Chung-wu, tak Jung-le považovali za problém velkou vzdálenost od severních a západních hranic říše, které vyžadovaly velký díl pozornosti vlády. Navíc v Nankingu byl Jung-le cizinec, zatímco Peking byl jeho domovská politická základna. Na severní hranici byl Peking významným centrem. Byl přístupný po velkém kanálu a relativně blízko moře, tedy dostupný pro zásobování. Význam měla i minulost Pekingu jako hlavního města říší Liao, Ťin a Jüan.
Přemístění hlavního města byl mimořádně náročný úkol, který vyžadoval masivní mobilizaci lidí i materiálu z celé země a jejich přemístění na okraj říše. Přesun metropole zahájil císař v únoru 1403 povýšením Pekingu na vedlejší hlavní město, současně bylo přejmenováno, z Pej-pching (Severní mír) na Šun-tchien (Poslušnost Nebesům), obvykle však bylo nazýváno Pej-ťing (Severní hlavní město, Peking). Spravováním města a provincie pověřil nejstaršího syna Ču Kao-čch’a, současně byly v Pekingu zřízeny pobočky ministerstev a hlavních vojenských komisí. Roku 1404 do města přesídlil 10 000 rodin ze Šan-si, roku 1405 na dva roky osvobodil město a široké okolí od daní. Příští rok bylo přes 120 tisíc domácností bezzemků z delty Jang-c’ přesídleno na sever a začala výstavba úředních budov. Současně se rozběhlo kácení v lesích Ťiang-si, Chu-kuangu, Če-ťiangu, Šan-si a S’-čchuanu, aby byl dostatek dřeva pro pekingské paláce. Z celé země vláda posílala řemeslníky a dělníky do města. Nicméně problematické zásobování zpomalovalo práce.
Císař přijel na sever v březnu 1409, poprvé po sedmi letech, po skončení první mongolské kampaně se koncem následujícího roku vrátil do Nankingu. Tamější úředníci protestovali proti vysokým výdajům na pekingské stavby. Poté se výdaje snížily a tempo výstavby na několik let pokleslo.

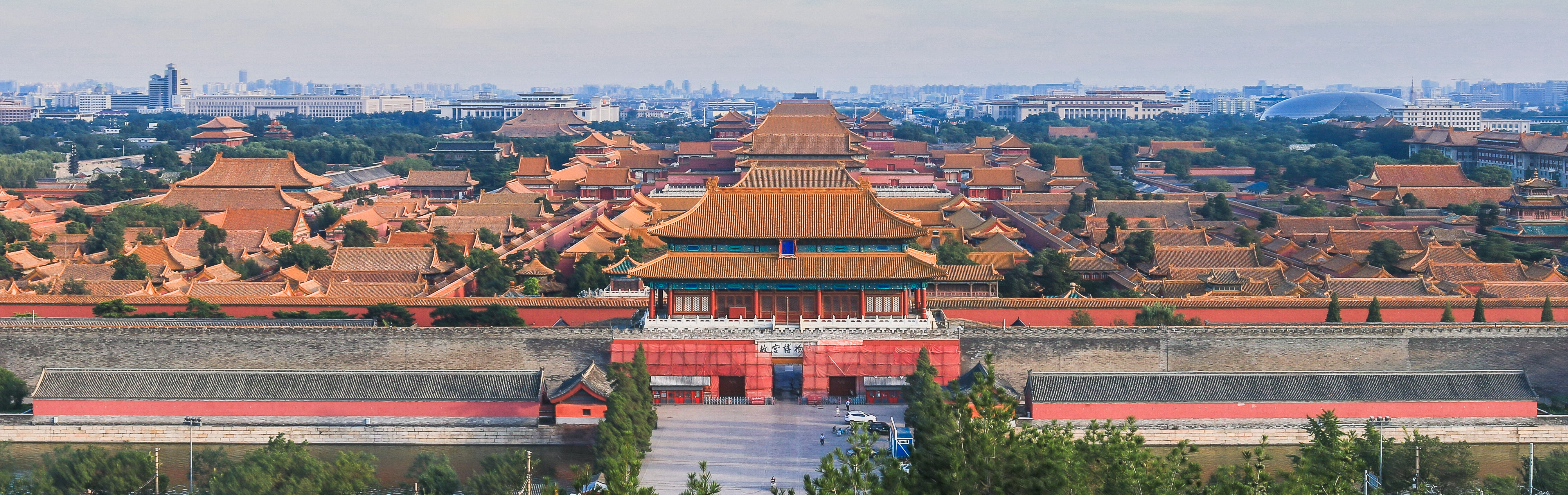
Panorama Zakázaného města v Pekingu

Od tažení do Mongolska roku 1414 do konce roku 1416 císař zůstával v Pekingu. Současně byla roku 1415 dokončena rekonstrukce Velkého kanálu, což usnadnilo zásobování severu. Práce se pak rychle rozběhly. Kolik dělníků budovalo město není známo, ale muselo jich být několik set tisíc. Hlavním architektem se stal vietnamský eunuch Žuan An. Do konce roku 1417 byla hotova většina paláců, pokračovala stavba hradeb. Roku 1420 už bylo město připraveno k přesídlení vlády. 28. října 1420 byl Peking formálně prohlášen za první ze dvou hlavních měst, od začátku roku 1421 (tj. od února) v Pekingu úřadovaly přesunutá ministerstva a ostatní vládní agentury.
Roku 1421 vypukl v severních provinciích hladomor. Současně vyhořely tři velké audienční haly v novém Zakázaném městě. Císař, otřesený projevem nepřízně Nebes, vyzval úředníky ke kritice chyb vlády. Někteří se negativně vyjádřili k umístění metropole na severu, nejostřeji mladý tajemník Siao I. Byl popraven. Tím diskuze skončila.
Pekingské úřady od roku 1421 spravovaly říši, v Nankingu sice zůstala ministerstva, ale s pravomocemi omezenými na jižní metropolitní oblast a mizivým politickým významem. Náklady na zásobování Pekingu daleko od ekonomicky rozvinutých regionů země byly velmi vysoké a trvale zatěžovaly státní pokladnu. Nicméně Peking zůstal hlavním městem říše Ming už natrvalo.

### Velký kanál

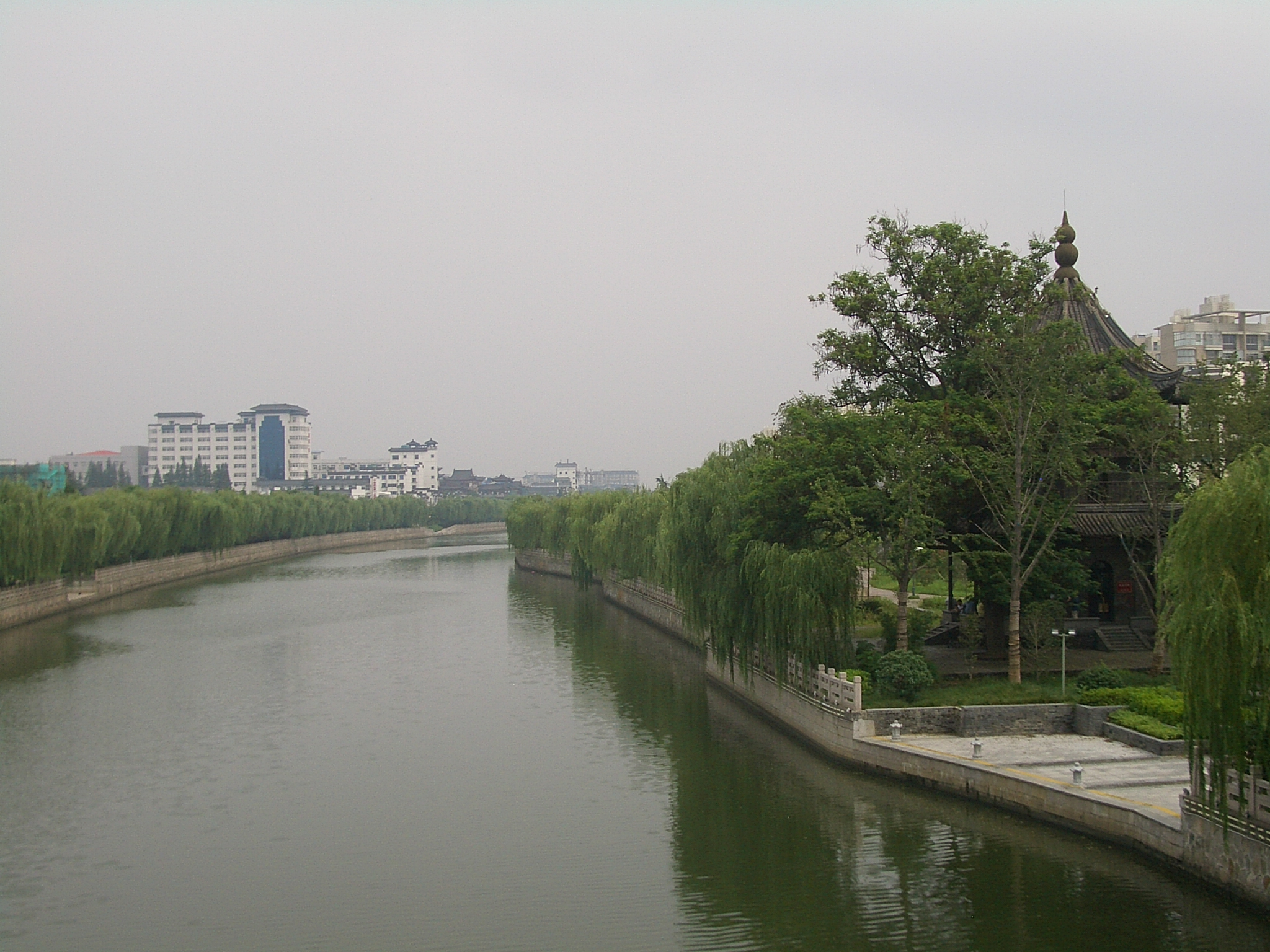
Velký kanál v Jang-čou, východně od historického centra města

Během několika století před vládou Jung-lea byl Velký kanál zanedbán a částečně zanikl. V prvních letech Jung-leho vlády byla rýže potřebná k výživě obyvatel města i severních vojsk dopravována do Pekingu dvěma cestami. První trasa vycházela z Liou-ťia-kangu v deltě Jang-c’-ťiang a vedla Východočínským mořem k Tchien-ťinu. Námořní plavba však byla poměrně riziková kvůli počasí i pirátům. Druhá trasa – po řekách a kanálech An-chueje, Šan-tungu a Chu-peje – byla problematická kvůli nutnosti několikerého překládání nákladu. Po moři šlo ročně 480 až 800 tisíc tanů rýže. Vnitrozemskými vodními cestami bylo převáženo ještě více zrna, celkové dodávky na sever dosáhly v letech 1410–1414 2 až 2,5 miliónu tanů za rok. Pomalá a obtížná přeprava rýže na sever značně zatěžovala obyvatelstvo. Místní úředníci v Šan-tungu proto žádali císaře o zefektivnění dopravy obnovením souvislé vodní cesty z jihu na sever, na což císař reagoval souhlasně. Vláda na rekonstrukci vodní cesty vyslala 165 tisíc dělníků, kteří v západním Šan-tungu vystavěli systém patnácti zdymadel. Po dokončení rekonstrukce roku 1415 se doprava zrychlila a zlevnila. V letech 1417 a 1418 vzrostlo množství dopravené rýže na 5 a 4,7 miliónů tanů, v souvislosti s Jung-leho projekty, poté zase kleslo na 2–3 milióny ročně. Přepravu zajišťovalo 160 tisíc vojáků s 15 tisíci lodí, údržbu 47 tisíc pracovníků. Otevření Velkého kanálu umožnilo hospodářský vzestup regionů, kterými procházel. Také vedlo k zastavení námořní dopravy rýže na sever, což vyvolalo úpadek stavitelství námořních lodí.
Opětovné zprovoznění Velkého kanálu bylo výhodné i pro Su-čou. Výhodná poloha uprostřed sítě kanálů na jih od Jang-c’-ťiang (rekonstruovaných po roce 1403) mu umožnila návrat k pozici obchodního střediska celé země a prosperitě, o kterou město připravila nepřízeň Chung-wua. Nanking v politické a hospodářské oblasti poklesl na regionální centrum, zůstal však předním kulturním střediskem říše.

### Další stavební projekty

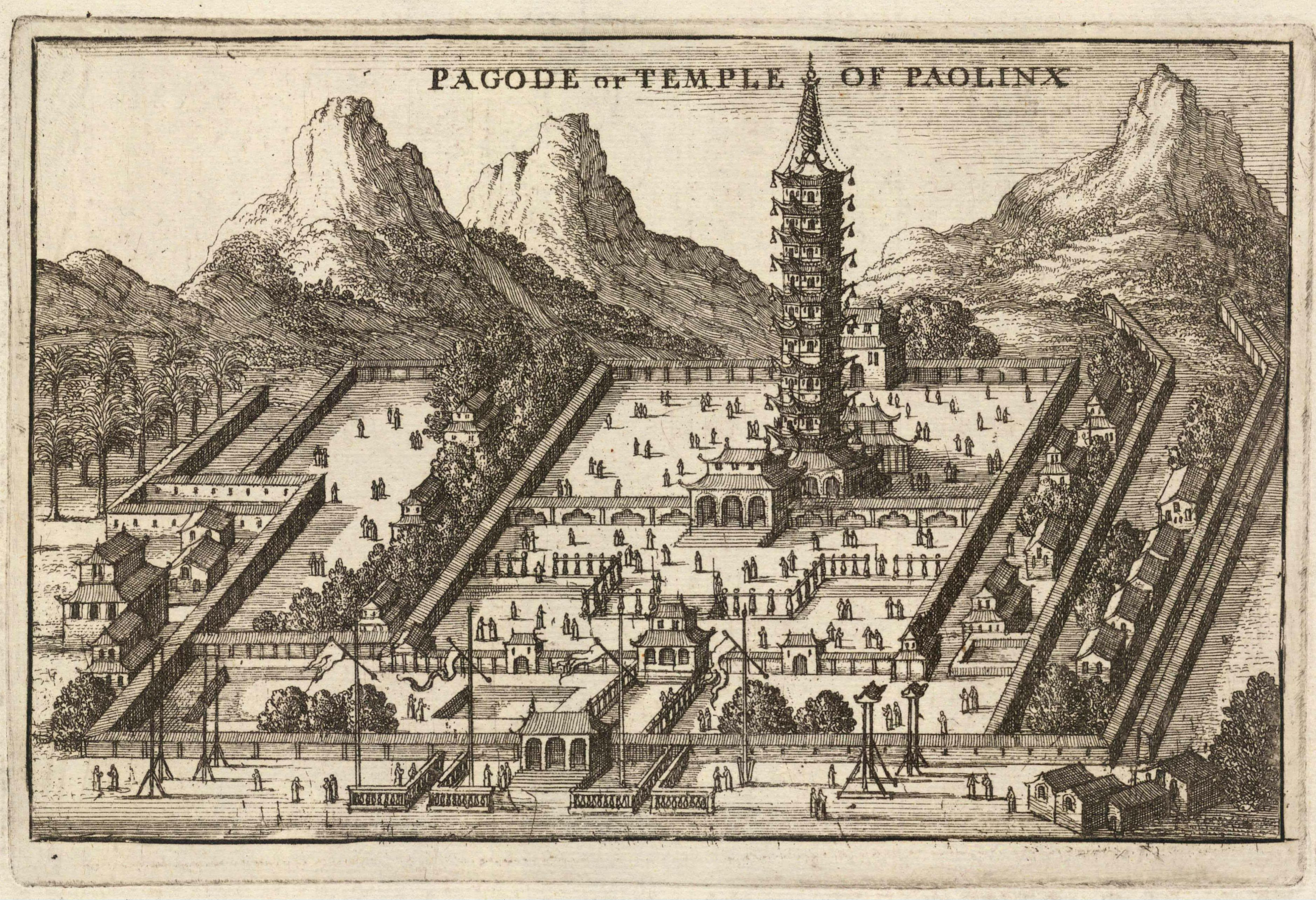
Porcelánová pagoda na kresbě Václava Hollara, dnes v knihovně University of Toronto

Jung-le nechal dokončit mauzoleum Ming-siao-ling, ve kterém byl pohřben jeho otec a zakladatel dynastie, císař Chung-wu. Postaven byl monumentální pavilón S’-fang-čcheng s osmimetrovou stélou na hřbetě želvy pi-si s nápisem oslavujícím ctnosti a úspěchy zemřelého. Plánována byla stéla mnohem vyšší, 73 metrů. Její transport a vztyčení se však ukázaly být příliš náročné a zůstala nedokončená v kamenolomu Jang-šan.
Přestože si Chung-wu přál umístění hrobů mingských císařů v okolí své vlastní hrobky, je zde pohřben pouze jeho nejstarší syn Ču Piao. S přemístěním hlavního města do Pekingu se Jung-le rozhodl přemístit i dynastické pohřebiště. Odborníci na feng-šuej vybrali pro císařské hrobky dynastie Ming místo na jižních svazích hor Tchien-šou, 50 km severně od centra Pekingu. Je zde pohřben Jung-le a dvanáct jeho nástupců.
Další rozsáhlý stavební projekt uskutečnil v provincii Chu-kuang, kde dvacet tisíc dělníků dvanáct let budovalo komplex taoistických chrámů a klášterů na hoře Wu-tang-šan. Vystavěli 9 paláců, 81 chrámů, 36 klášterů spojených více než 100 mosty. Cílem projektu bylo získání popularity u lidu a zahlazení nepříznivých dojmů ze svržení jeho předchůdce a tvrdých opatření proti tajným společnostem.
V Nankingu byla v letech 1412–1422 silami více než sta tisíc vojáků a dělníků postavena Porcelánová pagoda. Sestávala z bílých „porcelánových“ cihel. Osmihranný, přes 70 metrů vysoký buddhistický chrám se stal dominantou Nankingu, dokud nebyl zbořen během povstání tchaj-pchingů.

## Kultura
Císař se prezentoval jako podporovatel vzdělanosti a vzorný konfuciánský vládce, aby posílil svou legitimitu. Podporoval klasické vzdělávání, přikázal sestavení kompilací konfuciánských klasiků a prohlásil konfuciánství za oficiální státní ideologii. Roku 1414 pověřil kolegium učenců z akademie Chan-lin sestavením sbírky všech komentářů Ču Siho a myslitelů jeho školy k Pěti klasikům a Čtyřem knihám, což provedli do října 1415. Sbírka se stala oficiálním shrnutím znalostí požadovaných při výuce a zkouškách.

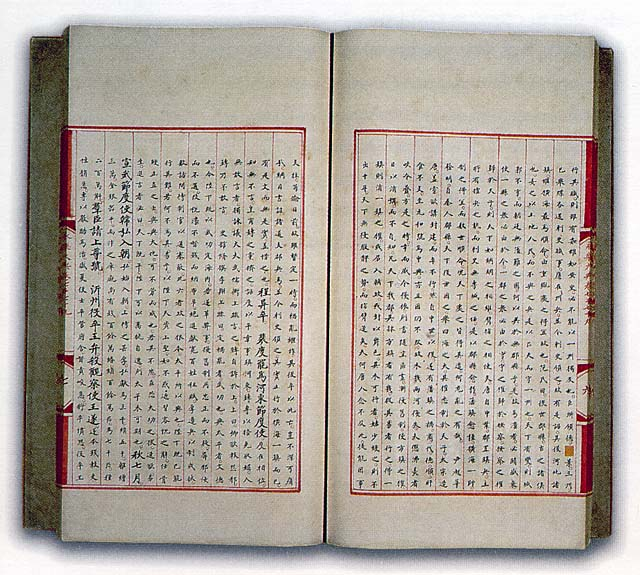
Jeden za zachovaných svazků Encyklopedie Jung-le

Nejvýznamnější a největší z encyklopedických sbírek éry Jung-le byla Encyklopedie Jung-le. Císař pověřil velkého sekretáře Sie Ťina sestavením kompilace zahrnující částečně nebo úplně všechny známé knihy. Do projektu zapojil 2 169 učenců z akademie Chan-lin a Státní univerzity. Práce zabrala čtyři roky a byla dokončena v prosinci 1407. Její rozsah byl obrovský, sestávala z 22 277 tüanů, jenom obsah měl 60 tüanů. Nebyla zveřejněna, existovalo pouze několik rukopisů v císařských knihovnách, ze kterých do současnosti přežilo jen 700 tüanů. Encyklopedie zahrnovala materiály ze všech oborů a celého spektra čínské literatury. Encyklopedická díla éry Jung-le měla značný význam pro zachování čínské literatury, když byla využita kompilátory 17. století.
Císař toleroval čínské filozofické a náboženské školy, i ty, se kterými nesouhlasil. Podporoval konfucianismus, taoismus i buddhismus, přičemž favorizoval konfucianismus. Přísné konfuciány však považoval za pokrytecké. Respekt k čínské kultuře doplňoval odmítáním mongolských zvyků, jazyka, oděvů a jmen. K muslimům se choval blahovolně, financoval opravy mešit; v Nankingu a Si-anu se zachovaly mešity postavené v éře Jung-le.
Obdivoval lámy pozvané z Tibetu. V Pekingu fungovalo několik klášterů osazených Tibeťany, kterých žilo ve městě ne méně než dva tisíce. Jeho úcta k buddhismu však nebyla bez hranic. Poddaným dovoloval stát se mnichy pouze v omezené míře, v souladu s nařízením Chung-wua, podle něhož se jím mohl stát pouze jeden muž ze čtyřiceti. Naproti tomu podporoval šíření buddhismu u nečínských národů říše, ovšem s ryze politickými cíli – uklidnění rozbrojů a klidnou vládu nad nimi.

## Zahraniční politika

### Obecná charakteristika
Mingská Čína éry Jung-le byla nejsilnější, nejbohatší a nejlidnatější zemí světa. Jung-le, a do značné míry i Süan-te se od svých předchůdců i následníků odlišovali energickou a nákladnou vojenskou a diplomatickou aktivitou. Zaměřili se na posílení vlivu říše Ming za hranicemi vlastní Číny. Za o něco více než dvacet let vlády Jung-leho jeho vyslanci navštívili prakticky všechny blízké i vzdálené země, snažíce se zajistit, byť i jen formální, uznání nadřazenosti mingského císaře a mingské svrchovanosti. Stejně jako jeho otec, i Jung-le choval naději na podrobení Mongolska, což by řešilo bezpečností problémy na severu. Na východě a jihu říše Ming dominovala mořím od Japonska po Malacký průliv. Čínské ozbrojené eskadry udržovaly mír na obchodních trasách jihovýchodní Asie a pravidelně navštěvovaly Indický oceán, kam předtím zajížděli Číňané jen zřídka. Na severu mingské mise kromě Mongolska navštěvovaly i Mandžusko, na západě dorazily až do říše Timúrovců.
Císař ve snaze o začlenění zemí světa do tributárního systému podřízenosti říši Ming kombinoval užití vojenské síly s diplomatickými kontakty, obchodní výměnou a šířením čínské kultury. Na Čínu měly, podle konfuciánského politického myšlení, ostatní národy a státy měly pohlížet jako na středisko civilizace. Mise demonstrovaly mingskou moc, vynucovaly si uznání nadřazenosti Jung-leho, a přivážely cenné místní produkty. Sílu mingské říše ukazuje množství vládců asijských států, kteří odcestovali do Číny. Panovníci jen málokdy opouštěli svou zemi, proto jejich cesty ukazují na mimořádný tlak, kterému byli vystaveni.

### Zahraniční obchod

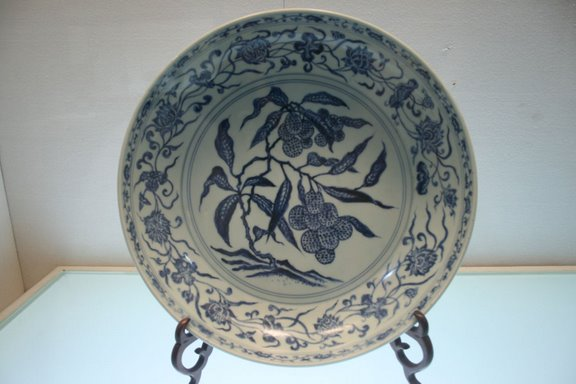
Porcelánový talíř éry Jung-le ze sbírek Nankingského muzea. Modrobílý porcelán typický pro raně mingské období byl vyvážen do celé Asie.

Důležitým motivem zahraničních aktivit bylo přání oživit zahraniční obchod Číny, upadnuvší během izolacionistického režimu Chung-wua. Obchod se zahraničím byl zdroj dodatečného příjmu pro císařskou pokladnu, potřebný a užitečný vzhledem k tehdejším značným vládním výdajům. Mingský císař si obchod s cizinou monopolizoval pro sebe, proto jím pověřoval své osobní služebníky – eunuchy, zatímco poddaným vyplouvání na moře zakazoval a cizinci nesměli přicházet do Číny, kromě tributárních misí. Narušování státního monopolu zahraničního obchodu, takzvané politiky zakázaného moře, vláda stíhala jako pirátství a pašeráctví.
V éře Jung-le zahraniční obchod výrazně vzrostl. Porcelán byl ve velkém množství vyvážen na tradiční trhy východní a jihovýchodní Asie, střední Asie i Osmanské říše. Ještě významnější byl export hedvábí a hedvábných oděvů, ovlivňující ekonomiky v celé Asii. Bengálské textilky čínské hedvábí dovážely ke zpracování a reexportu, naproti tomu egyptské výrobce textilu východní konkurence poškodila.
Oživení obchodu ve východní Asii doprovázel odliv měděných peněz z Číny do Koreje, Japonska, jihovýchodní Asie i Indie. V jihovýchodní Asii na úkor starších obchodních center vzrostl význam Malakky a přístavů severní Jávy. Dovoz čínských mincí podpořil místní obchod. Čínské měďáky zůstaly základní měnou na Bruneji, Sumbawě a Molukách do začátku 16. století.
Prosperita Číny stimulovala růst v širokém okolí – částech střední a západní Asie, Koreji, Japonsku, jihovýchodní Asii, Indii, středním Východu a východní Africe Ve vzdálenějších zemích, neschopných nabídnout jinou protihodnotu za dovážené zboží než stříbro, jeho odtok do Číny hospodářství podvazoval. V prvních desetiletích 15. století si proto vlády od Londýna po Káhiru stěžovaly na odliv stříbra na východ.

### Tibet a Nepál
V Tibetu Chung-wu nenavázal kontakty s králi dynastie Phagmodu, ale s Karmapou, který ovládal jihovýchodní Tibet (Kham), sousedící s Čínou. První karmapovo poselství přibylo do Nankingu koncem roku 1372. Následující karmapa Dešin Šegpa měl reputaci tvůrce zázraků a vzbudil zájem Jung-leho ještě jako knížete z Jen. Po nástupu na trůn za ním Jung-le vyslal misi v čele s eunuchem Chou Siena a mnichem Č’-kuangem s žádostí o návštěvu. Dešin Šegpa přišel do Nankingu roku 1407, byl obdarován a obdivován, navštívil i horu Wu-tchaj. Podle tibetských záznamů mu Jung-le nabídl armádu, která by zabezpečila jeho nadvládu nad Tibetem, nicméně karmapa s díky odmítl. Mise od karmapů přicházely do Číny do konce 40. let 15. století.
Po návštěvě karmapy Jung-le vyslal řadu delegací i k dalším náboženským vůdcům Tibetu. V čele některých stál Jang San-pao, který navštívil několik klášterů a přiměl řadu knížat k prohlášení věrnosti Mingům. Jang došel až do Nepálu, který navštívily i poselství Chou Siena a Teng Čchenga. Na výzvu mingské vlády zástupci tibetských buddhistických škol sakjapa a gelugpa oplátkou přicestovali do Nankingu. Udržováním styků s různými náboženskými školami při pomíjení tibetských králů mingská vláda přispívala k rozdrobenosti Tibetu, což byla zřejmě uvážená politika.

### Střední Asie
Na západě Jung-le vysílal poselstva do středoasijských měst a států od čínských hranic po tímúrovskou říši. Nabízel čínské tituly a zboží výměnou za uznání jeho nadřazenosti a zasílání tributu. Místní panovníci reagovali příznivě, Engke Temür vládnoucí v Chami přijal roku 1404 hodnost krále (wang), roku 1409 i tři vůdcové Ojratů, západních Mongolů dominujících v Džungarsku, akceptovali mingské požadavky. Naproti tomu v Samarkandu císařovi poslové neuspěli. Emír Tímur Lenk, kontrolující střední Asii, je nechal popravit (stejně jako předtím posly Chung-wua). Shromáždil v Otraru dvěstětisícovou armádu, rozhodnutý dobýt Čínu. V únoru 1405 však zemřel. Jeho potomci se svářili mezi sebou a o válku s Čínou neměli zájem.
Nejdůležitějším prvkem vztahů se středoasijskými státy byl výnosný obchod, kvůli kterému byly místní státy ochotny uznat formální podřízenost mingskému císaři. Celkem v letech 1402–1424 přišlo z timúrovských metropolí Samarkandu a Herátu 20 misí, 44 z Chami, 13 z Turfanu a 32 z ostatních států střední Asie. Mise přivážely do Číny tribut skládající se z drahých kovů, nefritu, koní, velbloudů, ovcí, lvů. Oplátkou obdržely hedvábí a jiné luxusní zboží a papírové peníze (za které nakupovaly na čínských trzích).
Ve střední Asii udržovalo s Jung-leho vládou nejtěsnější styky Hami. Jeho poselstva přicházela i několikrát ročně. Nicméně mingská vláda se snažila obchod udržet pod svou kontrolou a bránila nezávislým soukromým aktivitám. S nižší intenzitou probíhala obchodní výměna s Turfanem a Ojraty. Mingská vláda se stavěla proti vzájemným válkám středoasijských států, někdy úspěšně, nebyla však schopna ovlivnit jejich vnitřní poměry.
Tímúrovi nástupci, Chalíl Sultán a od roku 1407 Šáhruch udržovali s mingským dvorem korektní vztahy. Jung-le vysílal do Samarkandu a Herátu své hlavní zahraničněpolitické experty, Čchen Čchenga, Li Siena a eunucha Li Ta. a v korespondenci s Šáhruchem postupně přestal vyžadovat jeho podřízenost. Oboustranný zájem o obchod stál výše než lpění na prestiži.

### Mongolsko
Mingská vláda se snažila i Mongoly začlenit do systému tributární obchodní výměny. Mongolové nabízeli koně a jiná domácí zvířata, dostávali papírové peníze, stříbro, hedvábí, látky a jejich vůdci tituly a hodnosti. Nicméně mingská vláda velikost obchodu omezovala. Pokud kočovníci získávali pokojnou cestou méně zboží než potřebovali, pomáhali si nájezdy. Mnozí Mongolové odcházeli do Číny, kde obvykle sloužili v armádě namísto odvedenců rozkládajícího se systému wej-suo.
Mongolové byli rozděleni na západní (Ojraty) a východní, samostatnou skupinu tvořili Urianchajci. Nejlepší vztahy měla říše Ming s posledními, kteří pomáhali Jung-lemu v občanské válce a těšili se jeho důvěře. Jung-le je přesídlil na území, ze kterého se mingská vojska stáhla roku 1403.

Mingská tažení do Mongolska v éře Jung-le.
Říše Ming,
mingské území (severně od linie pozdější Velké čínské zdi) opuštěné po roce 1403.
Tažení Jung-leho:

Mongolové východního Mongolska zůstávali počátkem Jung-leho vlády vytrvale nepřátelští. Mingská vláda navázala styky se slabšími Ojraty, od roku 1408 jejich poselstva přicházela do Číny téměř každý rok. Roku 1409 Ojrati, podněcovaní Mingy, zaútočili na východní Mongoly. Vzápětí východní Mongoly napadla i mingská armáda. V září 1409 byla poražena a její velitel Čchiou Fu zabit. Císař se rozhodl potrestat Mongoly osobně. V březnu 1410 vyrazil z Pekingu se statisícovou armádou. Po tříměsíčním tažení porazil chána Bunjaširiho a v další bitvě mongolského kancléře Arughtaje. Poté se vrátil do Číny. Následujících deset let měla říše Ming s východními Mongoly, které vedl Arughtaj, klidné vztahy.
Mír na severu trval jen krátce. V dubnu 1414 vytáhl Jung-le do Mongolska podruhé, proti zesílivším Ojratům. V bitvě na horním toku řeky Túl ojratské jezdce zdecimovala mingská dělostřelba. V srpnu se spokojený Jung-le vrátil do Pekingu.
Klid na severu trval do roku 1421, kdy východní Mongolové začali podnikat nájezdy přes hranici. Přes odpor svých ministrů v letech 1422, 1423 a 1424 Jung-le vytáhl proti nim, ale nedosáhl úspěchu. Obrovské náklady na vybavení armád přišly vniveč, když nedokázal Mongoly přinutit k boji. Při návratu z pátého tažení do Mongolska císař zemřel.
Přes veškerou snahu nebyl Jung-le schopen Mongoly si podrobit. Tažení do Mongolska nevedla k trvalé změně situace a byla velmi nákladná. Přestože Číňané mívali početnější vojska, více zdrojů a kvalitní výzbroj, mobilita kočovníků a rozlehlost válčiště více než vyvážily čínské výhody. Štvaní mongolských vůdců proti sobě je nakonec Číně znepřátelilo všechny. Dlouhodobě Jung-leho politika, zejména stažení na linii zdi, oslabila pozice mingské říše ve stepi.

### Mandžusko, Korea a Japonsko
U Džürčenů žijících v Mandžusku se mingská vláda snažila zajistit si klid na hranicích, vytlačit korejský vliv, získat koně a další místní produkty (kožešiny) a rozšířit mezi ně čínskou kulturu a hodnoty. První poselstvo do Mandžuska Jung-le vyslal roku 1403. Za čínské zboží a tituly Džürčeni uznali svou podřízenost. Počínaje rokem 1411 vysílal Jung-le expedice v čele s eunuchem Išichou i ke vzdáleným loveckým kmenům severního Mandžuska. Išichova eskadra doplula po proudu Amuru až téměř k jeho ústí (do Tyru), přičemž zdejší Džürčeny prohlásila za poddané mingské říši.
Korejci uznáním podřízenosti vůči mingským císařům zabezpečili svou severní hranici. Kromě stability na hranici korejská vláda oficiálním uznáním z čínské strany posilovala svou legitimitu. Tamní vládnoucí dynastie Čoson totiž nastoupila teprve roku 1392. Výměna poselstev, častá za předešlých císařů, trvala i za Jung-leho vlády. První Jung-leho vyslanci přibyli do Koreje roku 1402 a oznámili nástup nového císaře. V dalších letech styky pokračovaly, někdy Korejci poslali i dvě–tři delegace za rok. Některé mingské požadavky považovali Korejci za nepřiměřené a tíživé, leč plnili je. Patřily mezi ně dodávky koní a volů pro vojenské účely , opakovaně byly požadovány bronzové obrazy Buddhy, relikvie, papír pro tisk buddhistické literatury a vždy též dívky do císařského harému. Samostatné rozhodování ve vnitřních záležitostech si však Korejci střežili.
Vztahy s ašikagskou vládou Japonska byly v éře Chung-wu na bodu mrazu, protože Chu Wej-jung popravený roku 1380 byl obviněn ze spiknutí s japonskou pomocí. Z iniciativy šóguna Jošimicua, chtějícího vydělávat na obchodu s Čínou, byly roku 1399 kontakty obnoveny. Další misi šógun vyslal roku 1403, uznal v ní Jung-leho svrchovanost. Mingská vláda ještě téhož roku otevřela námořní obchodní úřady v Ning-po, Čchüan-čou a Kantonu, které přijímaly japonské obchodníky s vládní licencí. Oficiální styky přerušil roku 1411 nový šógun Jošimoči, prosazující izolacionistickou politiku. Odmítl i mingský pokus o opětné navázání styků roku 1417. Nicméně čínské mince i zboží byly pro Japonce příliš lákavé než aby se nechali odradit nepřízní vlády. Ilegální soukromý obchod proto pokračoval z přístavů jižního Japonska.

### Vietnam
Konec 14. století byl ve Vietnamu obdobím vnitřní slabosti, roku 1400 Lê Quý Ly svrhl dynastii Trần. Přestože uprchlíci z Vietnamu žádali mingskou vládu o obnovení padlé dynastie, Jung-le uznal novou vietnamskou vládu a v zimě 1403 potvrdil Lê Quý Lyova syna jako panovníka Vietnamu. Ale pak vzájemné vztahy poškodila eskalace pohraničních sporů. Lê se nazrávající konflikt všestranně připravil. Sebevědomě pokračoval v pohraničních srážkách a na jaře 1406 jeho vojáci dokonce zavraždili mingské diplomatické poselstvo doprovázející trầnského kandidáta na trůn. Jung-le reagoval rozkazem k invazi. Koncem roku 1406 mingská armáda zaútočila ze dvou směrů na Vietnam, do poloviny roku 1407 zlikvidovala odpor a v červenci zemi oficiálně připojila k říši Ming jako provincii Ťiao-č’.
Roku 1408 vypuklo povstání stoupenců dynastie Trần, koncem roku 1409 ho mingská armáda potlačila. Vzápětí vypukla další rebelie. Zlomena byla roku 1414, kdy Číňané zajali vůdce povstalců Trần Quý Khoánga. Většina armády však mohla být stažena až roku 1416. Koncem roku 1417 se Vietnamci začali bouřit znova. Do čela rebelů se prosadil Lê Lợi, schopný vojevůdce, kterému se podařilo získat podporu obyvatelstva. Do konce vlády Jung-leho se mingským generálům nepodařilo rebelii potlačit.

### Ostatní jihovýchodní Asie

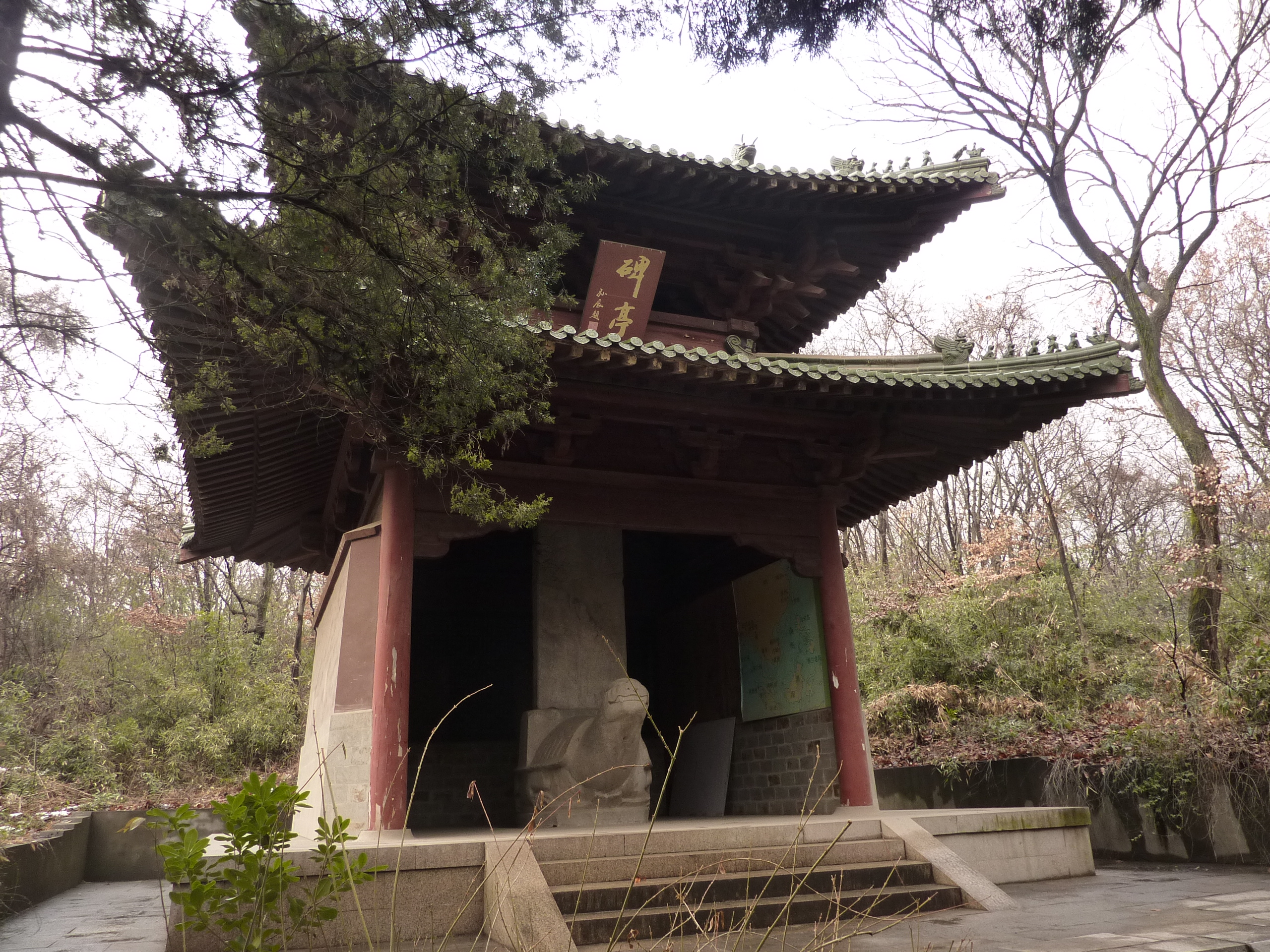
Pamětní stéla vztyčená v Nankingu na počest brunejského sultána, který zde zemřel roku 1408.

V jihovýchodní Asii byla v éře Jung-le mingská přítomnost nejsilnější za tři století trvání říše Ming. V letech 1402–1424 bylo do zemí a států jihovýchodní Asie kromě Vietnamu vypraveno 62 poselstev a 95 jich přijala mingská vláda. Tribut císaři Jung-lemu odevzdaly všechny významnější země regionu, Čampa, Malakka, Ajutthaja (v dnešním Thajsku), Madžapahit (s centrem na Jávě), Samudra na Sumatře, Khmer, Brunej. Místní vládci posílali do Číny drahé kovy, koření, vzácná zvířata; obratem dostávali čínské zboží a mince. Zájem o obchodní výměnu i dojem z mingské námořní síly byl v jihovýchodní Asii silný, byť po roce 1413 se mingská vláda zaobírala více záležitostmi severu.
Brunejský panovník byl první ze zahraničních vladařů, který připlul do Nankingu k Jung-leho dvoru, získal tím výhodnější podmínky obchodních vztahů než jiné země. S Filipínami byla tributární výměna relativně omezená. Čampa byla významná jako tradiční nepřítel Vietnamu a spojenec proti tamním povstalcům. Nicméně když jí roku 1414 Jung-le odmítl vrátit její stará území v minulosti dobytá Vietnamci, vztahy ochladly, byť výměna oficiálních misí pokračovala. Ajutthaja byl z mingského pohledu bezproblémový stát, který za zisky z tributní výměny strpěl mingskou ochranu Malakky.
S mingskou podporou je těsně spojen vzestup Malakky v důležité obchodní centrum. Pro Číňany představovala opěrný bod v Malackém průlivu a spolehlivého vazala. Tři její vládcové postupně přijeli k císařskému dvoru ujistit Jung-leho o své věrnosti. Vznikla zde mingská opevněná obchodní stanice, která fungovala jako zásobovací základna misí do Indického oceánu. Také Samudra byla (přinejmenším) v první třetině 15. století těsně spojena s říší Ming, na blízkém ostrově mělo mingské loďstvo základnu a podpořilo jejího sultána ve válce.
Jávská říše Madžapahit počátkem 15. století zeslábla v důsledku rozdělení Jávy a občanské války. Mingská přítomnost potlačila její vliv na Sumatře, Malajském poloostrově, Borneu a jižních Filipínách. Na samotné Jávě donutilo mingské loďstvo silou tamní vladaře k podřízenosti. Roku 1407 se mingská expedice zamíchala do tamních bojů, v nichž ztratila 170 Číňanů. Poté mingští vyslanci donutili javánského krále k vyplacení odškodnění ve výši 60 tisíc liangů (2238 kg) zlata pod hrozbou, že jinak Jáva „dopadne jako Vietnam“.

### Indický oceán

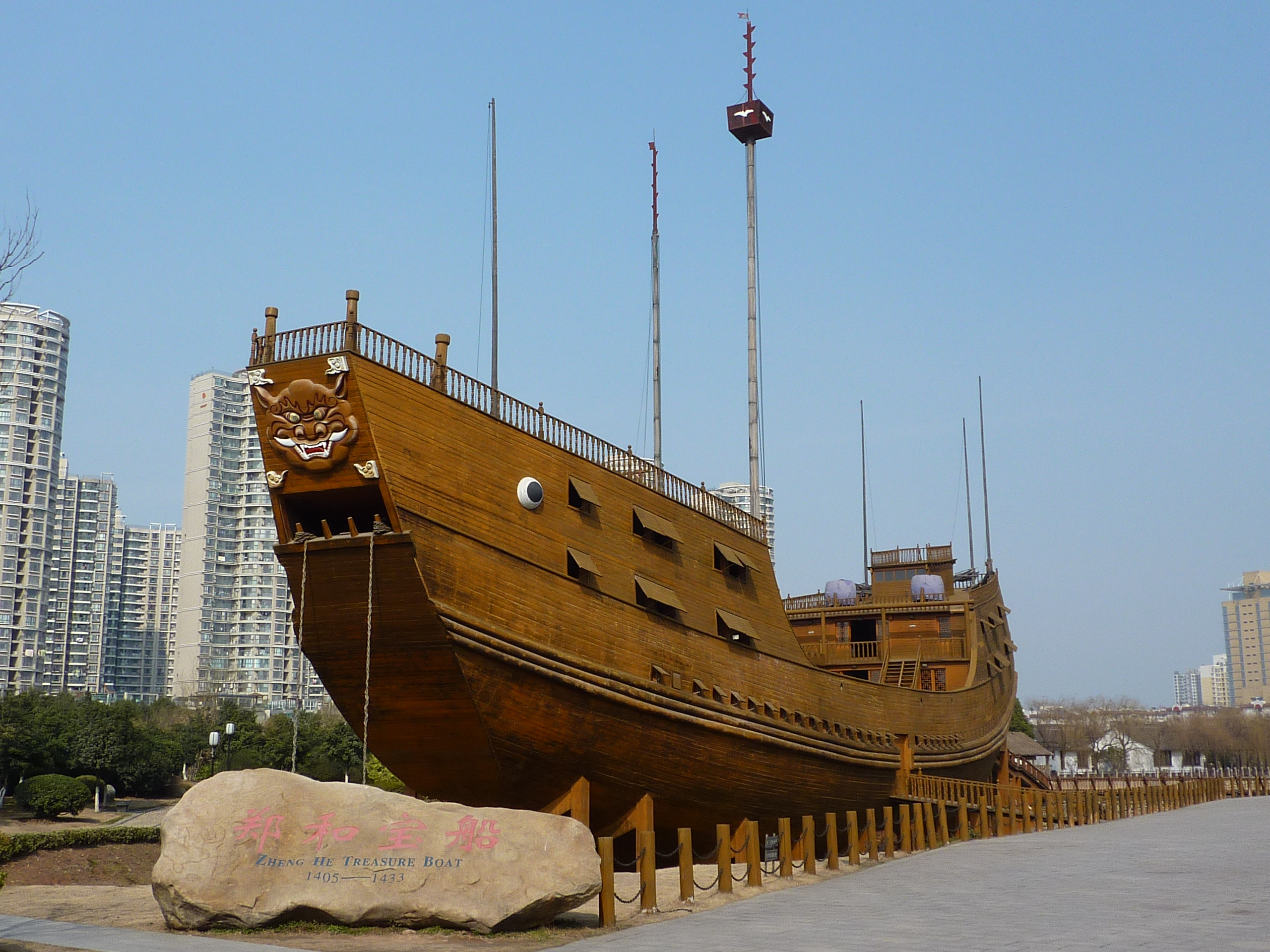
Model ve skutečné velikosti jedné ze „středně velikých“ lodí pokladů (je 63,25 m dlouhá) v historické Loděnici lodí pokladů v Nankingu. Velikost lodí pokladů je nicméně stále sporná.

Roku 1405 jmenoval císař Jung-le svého oblíbeného velitele, eunucha Čeng Che admirálem loďstva, určeného pro šíření slávy Číny a vymáhání tributu od širokého okruhu národů. K zajištění sedmi výprav Čeng Chea bylo postaveno dva tisíce lodí, včetně mnoha velikých „lodí pokladů“.
V prvních letech vlády Jung-leho vedla tažení Tímura Lenka k přerušení tradičních obchodních spojení se střední Asií. Proto jedním z prvotních cílů vypravení vyslanců po moři do Indického oceánu mohlo být hledání potenciálních spojenců proti říši Tímura Lenka. Tento cíl ale záhy ztratil význam, protože Tímur Lenk roku 1405, v začátku tažení do Číny, zemřel. S jeho nástupci navázala mingská říše korektní vztahy.
V letech 1405–1421 se Čeng Che šestkrát vydal do Indického oceánu, první výprava proběhla v letech 1405–1407, na 250 nebo 317 lodích (v tom 62 velkých „lodí pokladů“) se plavilo 27 800 lidí. Poslední, sedmou plavbu uskutečnil za vlády Süan-teho v letech 1431–1433. Čínští námořníci při plavbách do Indického oceánu sledovali hlavní obchodní trasy jihovýchodní a jižní Asie. V prvních třech výpravách dopluli do jižní Indie, hlavním cílem byl Kalikat, obchodní centrum oblasti. V dalších čtyřech se dostali do perského Hormuzu, přičemž samostatné eskadry navštívily mnohé přístavy Arabského poloostrova a východní Afriky.

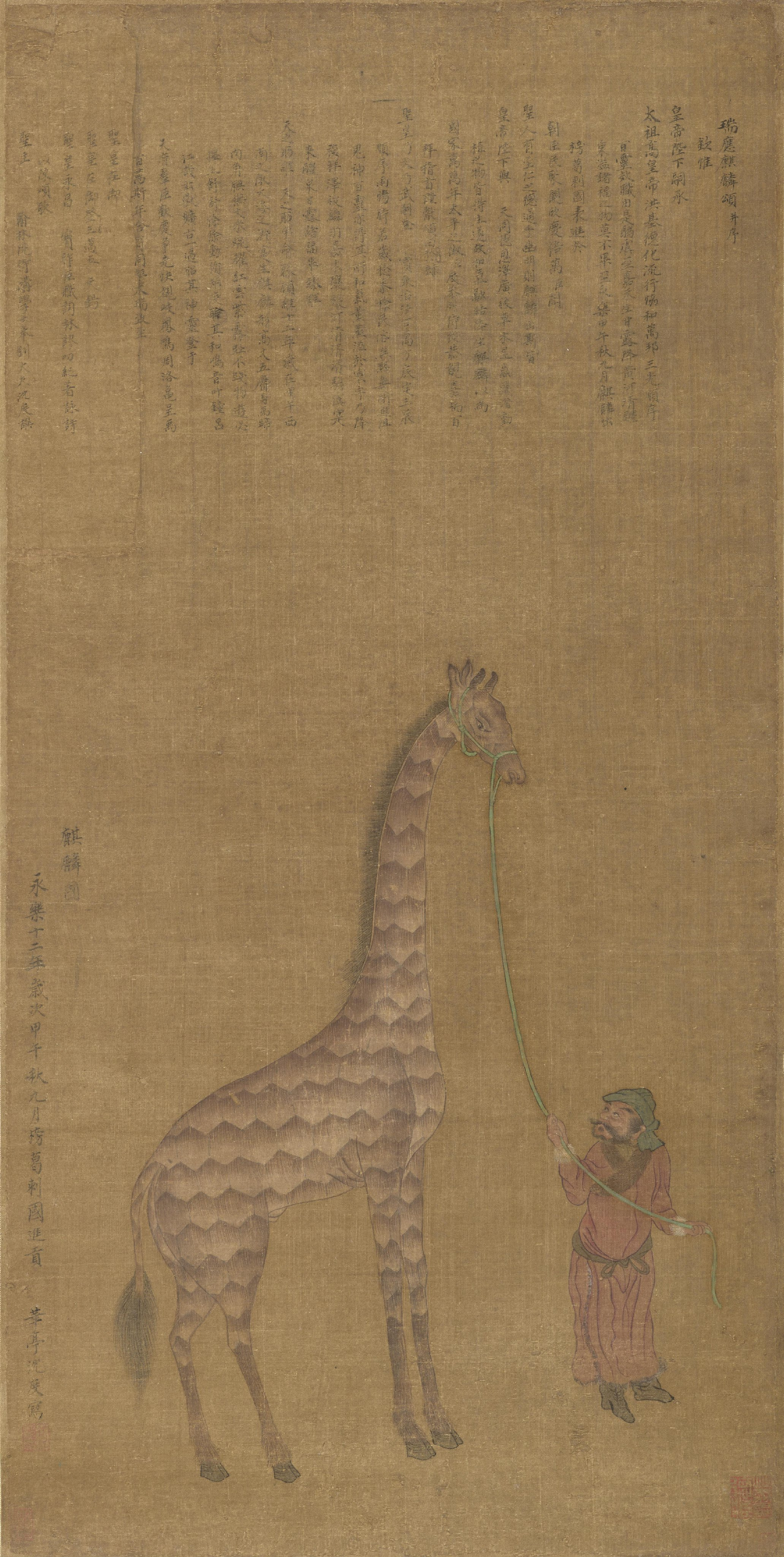
Žirafa dovezená z Bengálska roku 1414, autor: Šen Tu. Číňané si žirafy spojovali s bájným zvířetem čchi-lin

Kromě zahraničněpolitických a obchodních cílů bylo úkolem Čeng Cheových expedic také zmapování navštívených zemí a měly do určité míry i naučný charakter. Číňané vyhledávali a přiváželi do vlasti exotické živočichy a rostliny, o které se zajímali kvůli použití v medicíně.
Vypravování ohromných expedic bylo po úmrtích Süan-teho a Čeng Chea zastaveno. Smrt zastánců dálkových plaveb byla jen jednou z příčin opuštění aktivní námořní politiky. V očích úřednictva vysoké výdaje na vybavení loďstva znamenaly především nepřiměřené zvýšení moci eunuchů disponujících těmito sumami. V této logice omezení výdajů na námořnictvo přinášelo pokles vlivu eunuchů u dvora.

## Smrt a památka

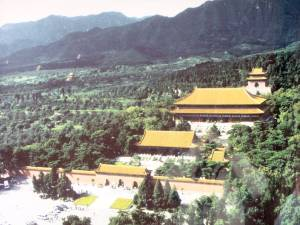
Areál mauzolea císaře Jung-le v Čchang-ling

Dne 1. dubna 1424 zahájil své poslední tažení do Mongolska. Kampaň nedosáhla úspěchu, císař upadl do hluboké deprese a 12. srpna 1424 zemřel v Jü-mu čchuanu, severně od Dolonu. Oficiální letopisy příčinu úmrtí nekonkretizují, soukromé záznamy uvádějí, že v posledních letech života utrpěl několik mozkových mrtvic, poslední se mu stala osudnou. Pohřben je v Čchang-ling (長陵), první z císařských hrobek dynastie Ming severně od Pekingu.
Dostal posmrtné jméno Wen-ti (Kultivovaný císař) a chrámové jméno Tchaj-cung (Velký předek), obvyklé pro druhé císaře dynastie. Roku 1538 císař Ťia-ťing jeho chrámové jméno změnil na Čcheng-cu (Vynikající zakladatel). Ťia-ťing tak chtěl posílit legitimitu svého rozhodnutí povýšit posmrtně do císařského stavu svého otce. Nicméně přídomek čcheng, vynikající či dokonalý, ukazuje vysokou míru úcty k Jung-lemu a jeho činům.
V následujících staletích pro čínské historiky ztělesňoval ideál vládce – energický, schopný voják za jehož vlády byla Čína mocná; současně konfucián a obnovitel tradičních institucí; sjednotitel severní a jižní Číny. Kritizovali násilné svržení předchůdce a následné čistky. Vysoké výdaje na zahraniční expanzi a domácí projekty, zejména přesun metropole, vyvolávaly ostrý nesouhlas už za jeho života. Pozdně mingští historikové nicméně negativní jevy jeho vlády ospravedlňovali jako za cenu za vybudování mocné říše. Ostře negativně ovšem hodnotili Jung-leho zásahy do vzdělávaní, kdy prosazovaní neokonfuciánské ortodoxie vedlo k poklesu učenosti a intelektuálního rozvoje.
Moderní historici (Hok-lam Chan, Yuan-Kang Wang) dodávají, že vize Jung-leho – jednota Číny a podřízení světa jeho přirozenému vládci (jemu) – vedla k rozhodnutím, která se dlouhodobě ukázala být problematická. Za klíčovou strategickou chybu považují opuštění vnější obranné linie severně od linie Velké zdi, což ztížilo obranu země. Přičemž horší hospodářská situace neumožnila podporu velkých vojenských operací, ale současně zpřísnění kontroly nad obchodem s Mongoly vyostřilo vzájemné vztahy. Chybou byla i invaze do Vietnamu, mingská porážka oslabila prestiž říše v jihovýchodní Asii.

## Potomci
| Příjmení (titul) matky            | #  | Jméno                | Narození – úmrtí                              | Posmrtné jméno | Titul                        | Udělení titulu |
| --------------------------------- | -- | -------------------- | --------------------------------------------- | -------------- | ---------------------------- | -------------- |
| ∞ císařovna Sü                    | 1. | Ču Kao-čch’ (朱高熾) | 1378–1425                                     | Čao-ti         | korunní princ                | 1404           |
| ∞ císařovna Sü                    | 1. | Ču Kao-čch’ (朱高熾) | Po smrti Jung-leho vládl jako císař Chung-si. |                |                              |                |
| ∞ císařovna Sü                    | 2. | Ču Kao-sü (朱高煦)   | 1380–1426                                     |                | kníže z Kao-jang, pak z Chan | 1395, 1404     |
| ∞ císařovna Sü                    | 3. | Ču Kao-suej (朱高燧) | 1383–1431                                     | Ťien           | kníže z Čao                  | 1404           |
| ∞ Wu (Kchang-mu i-kung chuej-fej) | 4. | Ču Kao-si (朱高爔)   | 1392–1392                                     | –              | –                            | –              |

| Příjmení (titul) matky | #  | Titul                            | Narození – úmrtí | Sňatek | Manžel                                                |
| ---------------------- | -- | -------------------------------- | ---------------- | ------ | ----------------------------------------------------- |
| ∞ císařovna Sü         | 1. | princezna Jung-an (永安公主)     | ?–1417           | 1395   | Jüan Žung, markýz z Kuang-pching                      |
| ∞ císařovna Sü         | 2. | princezna Jung-pching (永平公主) | 1379–1444        | 1395   | Li Žang, markýz z Fu-jangu                            |
| ∞ císařovna Sü         | 3. | princezna An-čcheng (安成公主)   | 1384–1443        | 1402   | Sung Chu, druhý syn Sung Čchenga, markýze ze Si-ning  |
| ∞ císařovna Sü         | 4. | princezna Sien-ning (咸寧公主)   | 1385–1440        | 1403   | Sung Jing, třetí syn Sung Čchenga, markýze ze Si-ning |
| ∞ ?                    | 5. | princezna Čchang-ning (常寧公主) | 1386–1408        | 1403   | Mu Sin, syn Mu Jinga, markýze z Si-pchingu            |